# 得克萨斯州行政区划
德克萨斯州共劃分為254個縣，為全美縣份數量最多的州。德克薩斯州曾被劃分為市镇，即西班牙和墨西哥的一級行政區劃。1836年德克萨斯共和国從墨西哥獨立後，共和國內的23個市镇成為州內最早建立的縣。由於當時的人口均集中於東南部，位於西部的比爾縣的大小接近當時德克薩斯州的一半。翌年休斯敦縣、范寧郡、羅伯森縣等六個縣成立，使縣份數量增加至29個。隨著不少居民陸續西遷，縣份數量在1846年迅速遞增至67個，大部份縣均得名自德克薩斯革命時期的傑出人物。1860年，州政府為了方便當地的人民能夠在一日內通過騎馬或乘馬車的方式回到合法的縣城或城市居住，縣份數量於短期內順速飆升至152個。19世紀70年代，西北部的比爾縣被劃分成數十個新縣。隨著凱內迪縣於1921年成立，德克薩斯州的縣份數量停留在254個。然而，洛文縣才是最新建立的縣。洛文縣最初在1893年创建，1897年被撤销后又在1931年重新设立。
在德克薩斯州，每個縣的刑事審判均由專屬的專員法庭（每個縣都有四個由縣內居民選出的委員，而每個縣都分為四個選區，選區的邊界由人口數量決定）和一位由縣內居民選出的法官。在一些面積較少的縣，縣法官通常能夠履行其司法職責；而面積較大的縣，縣法官的作用只發揮於專員法庭。州內部份官員（如治安官及收税人）雖由縣內居民選出，但專員法庭有權對他們預算作出確認，以制訂縣內未來的政策。除達拉斯縣的教育部外，州內所有的縣政府部門及成員均擁有他們所屬的黨籍（1984年前哈里斯縣的政府成員並無黨籍）。縣的成立被分為兩部份。首先，未組織的縣的邊界必須完全劃定，並且擁有專屬的縣名。不論該縣是否有明確的邊界，未組織的縣將會出現在地圖上。由於行政目的，未組織的縣將被認為是附近一個已組織的縣的一部份，而立法機構經常改變未組織的縣所屬的已組織的縣。未組織的縣的居民可向州政府申請法律承認該縣，以確保該縣在法律上的合法性。
雖然德克薩斯州的縣具有稅收權並控制縣內所有的非建制地區，但並無地方自治權和劃分縣內土地使用方式的權力。每個城市和縣均會提供地區內的服務（除消防員和救護人員通常由州內的志願服務團隊提供外）。與其他美國州份不同，德克薩斯州不允許市县合一以及除縣外其他方式的政府，且只有縣內的地區能夠享用州內的基本設施及服務，如縣內的城市和学区均可與縣政府簽訂協議，而縣政府則需要收取這些城市和学区的稅收及物業稅，因此一個縣只有一張稅單。州內的學區均由其所屬的縣和城市政府所控制（除斯塔福德市學區只由它所屬的城市政府控制外）。
根据2020年美國人口普查的数据，德克薩斯州共有29,145,505人，而平均每个县拥有114,746人，其中哈里斯縣以4,780,913人高居榜首，洛文縣则仅有51人，為全州及全美人口最少的县，平均每个县的面积为2,739平方公里。最大的是16,040平方公里的布魯斯德縣，最小的是390平方公里的羅克沃爾縣。
联邦资料处理标准代码（简称代码）是联邦政府用来区分各州和各县的唯一识别码。德克薩斯州的縮寫為TX，該州的FIPS代碼是48，与县代码结合使用时写成48XXX。所有的代码将链接至该县最近的一次人口普查数据。

## 縣份列表
| 县             | FIPS代码 | 縣治           | 成立時間                                                | 拆分自                                                       | 县名来源 | 人口 （2022年估計） | 面积                             | 地图                           |
| -------------- | -------- | -------------- | ------------------------------------------------------- | ------------------------------------------------------------ | --- | ------------------- | -------------------------------- | ------------------------------ |
| 安德森縣       | 001      | 帕勒斯坦       | 1846年3月24日                                           | 休斯敦縣                                                     | 肯尼斯·劉易斯·安德森 （1805－1845），最後一任德克萨斯共和国副總統 （1844－1845） | 58,064              | 1,071平方英里 （2,774平方公里）  | 標示出安德森縣位置的地圖       |
| 安德魯斯縣     | 003      | 安德魯斯       | 1876年8月21日                                           | 比爾縣                                                       | 理察·安德魯斯 （1800－1835），首位在得克萨斯革命中陣亡的士兵 | 18,334              | 1,501平方英里 （3,888平方公里）  | 標示出安德魯斯縣位置的地圖     |
| 安傑利納縣     | 005      | 拉夫金         | 1846年4月22日（設立） 1846年7月13日（縣政府成立）       | 納科多奇斯縣                                                 | 「小天使」的西班牙語（原文：Angelina）「小天使」為對一位海奈族（美國原住民的一支）女性的形容 | 87,101              | 802平方英里 （2,077平方公里）    | 標示出安傑利納縣位置的地圖     |
| 阿蘭瑟斯縣     | 007      | 羅克波特       | 1871年7月18日                                           | 里菲吉奧縣                                                   | 阿蘭瑟斯灣。「阿蘭瑟斯」可能得名自一座名為「Aránzazu」的西班牙帝國時期堡壘或艾倫扎佐聖殿。而「Arantzazu」一詞是「荊棘之地」的巴斯克語                                                                               | 24,944              | 252平方英里 （653平方公里）      | 標示出阿蘭瑟斯縣位置的地圖     |
| 阿徹縣         | 009      | 阿徹城         | 1858年1月22日（設立） 1880年7月27日（縣政府成立）       | 範寧縣                                                       | 布蘭奇·坦納·阿徹 （1790－1856），德克薩斯共和國的一位政府部門成員 | 8,835               | 910平方英里 （2,357平方公里）    | 標示出阿徹縣位置的地圖         |
| 阿姆斯特朗縣   | 011      | 克勞德         | 1876年11月19日（設立） 1890年3月8日（縣政府成立）       | 比爾縣                                                       | 阿姆斯特朗家族，德克薩斯州早期的定居家族之一 | 1,850               | 914平方英里 （2,367平方公里）    | 標示出阿姆斯特朗縣位置的地圖   |
| 亞他斯科沙縣   | 013      | 喬丹頓         | 1856年1月25日（設立） 1856年8月4日（縣政府成立）        | 比爾縣                                                       | 「沼澤之地」的西班牙语 | 50,864              | 1,232平方英里 （3,191平方公里）  | 標示出{{{Name}}}位置的地圖     |
| 奧斯汀縣       | 015      | 貝爾維爾       | 1836年3月17日（設立） 1837年12月18日（縣政府成立）      | 德克薩斯共和國最初建立的二十三個縣之一                       | 史蒂芬·富勒·奧斯汀（1793－1836），德克薩斯州主要拓荒者 | 31,097              | 653平方英里 （1,691平方公里）    | 標示出奧斯汀縣位置的地圖       |
| 貝利縣         | 017      | 繆爾舒         | 1876年8月21日（設立） 1917年3月19日（縣政府成立）       | 比爾縣                                                       | 彼得·詹姆斯·貝利三世 （1793－1836），美國士兵，於得克萨斯革命中的阿拉摩之戰陣亡 | 6,779               | 827平方英里 （2,142平方公里）    | 標示出貝利縣位置的地圖         |
| 班德拉縣       | 019      | 班德拉         | 1856年1月26日（設立） 1856年3月10日（縣政府成立）       | 比爾縣                                                       | 位於縣內的班德拉山道，該山道得名自「旗幟」的西班牙語 | 22,115              | 792平方英里 （2,051平方公里）    | 標示出班德拉縣位置的地圖       |
| 巴斯特羅普縣   | 021      | 巴斯特羅普     | 1836年3月17日（設立） 1837年12月18日（縣政府成立）      | 德克薩斯共和國最初建立的二十三個縣之一                       | 來自荷蘭的菲利普·恩里克·內里 （1759－1827），巴斯特羅普的男爵，因協助史蒂芬·奧斯丁獲得他的封地而知名 | 106,188             | 888平方英里 （2,300平方公里）    | 標示出{{{Name}}}位置的地圖     |
| 貝勒縣         | 023      | 塞莫爾         | 1858年2月1日（設立） 1879年4月12日（縣政府成立）        | 範寧縣                                                       | 亨利·韋德納·貝勒 （1818－1853），美墨戰爭時期德州騎警司中的外科醫生 | 3,466               | 871平方英里 （2,256平方公里）    | 標示出貝勒縣位置的地圖         |
| 比縣           | 025      | 比維爾         | 1857年12月8日（設立） 1858年1月25日（縣政府成立）       | 聖帕特里西奧縣、戈利亞德縣、里菲吉奧縣、來弗歐克縣和卡恩斯縣 | 老巴納德·埃利奧特·比 （1787－1853），德克薩斯共和國內政部長 | 30,394              | 880平方英里 （2,279平方公里）    | 標示出比縣位置的地圖           |
| 貝爾縣         | 027      | 貝爾頓         | 1850年1月22日（設立） 1850年8月1日（縣政府成立）        | 米拉姆縣                                                     | 彼得·漢斯布魯夫·貝爾 （1810－1898），第三任德克薩斯州州長 （1849－1853） | 388,386             | 1,059平方英里 （2,743平方公里）  | 標示出貝爾縣位置的地圖         |
| 比爾縣         | 029      | 聖安東尼奧     | 1836年3月17日                                           | 德克薩斯共和國最初建立的二十三個縣之一                       | 縣治聖安東尼奧（當時此地區被稱為「Béjar」），墨屬時期德克薩斯州的一座要塞，而縣治得名自聖安東尼奧河及西班牙帝國時期的巴爾塔沙家族，西班牙的比爾公爵及督撫                                                           | 2,059,530           | 1,247平方英里 （3,230平方公里）  | 標示出比爾縣位置的地圖         |
| 布蘭科縣       | 031      | 約翰遜縣       | 1858年2月12日                                           | 伯尼特縣、科馬爾縣、基利斯比縣和海斯縣                       | 位於州內的布蘭科河，而「Blanco」是「白色」的西班牙語 | 12,418              | 711平方英里 （1,841平方公里）    | 標示出布蘭科縣位置的地圖       |
| 博登縣         | 033      | 蓋爾           | 1876年8月21日（設立） 1891年3月17日（縣政府成立）       | 比爾縣                                                       | 小蓋爾·博登 （1801－1874），德克薩斯州商人、出版者、測量員和煉奶的發明者 | 585                 | 899平方英里 （2,328平方公里）    | 標示出博登縣位置的地圖         |
| 博斯基縣       | 035      | 默里迪恩       | 1854年2月4日（設立） 1854年8月4日（縣政府成立）         | 麥克倫南縣                                                   | 位於州內的博斯基河，而「Bosque」是「林地」的西班牙語 | 18,697              | 989平方英里 （2,561平方公里）    | 標示出博斯基縣位置的地圖       |
| 鮑伊縣         | 037      | 波士頓         | 1840年12月17日（設立） 1846年4月25日（縣政府成立）      | 紅河縣                                                       | 詹姆士·鮑依 （1796－1836），德克薩斯共和國持刀戰士，於阿拉摩之戰中陣亡 | 92,035              | 888平方英里 （2,300平方公里）    | 標示出鮑伊縣位置的地圖         |
| 布拉佐里亞縣   | 039      | 安格爾頓       | 1836年3月17日                                           | 德克薩斯共和國最初建立的二十三個縣之一                       | 布拉佐里亞，一個位於布拉索斯河的港口 | 388,181             | 1,387平方英里 （3,592平方公里）  | 標示出布拉佐里亞縣位置的地圖   |
| 布拉索斯縣     | 041      | 布賴恩         | 1841年1月30日（設立） 1843年2月6日（縣政府成立）        | 華盛頓縣                                                     | 位於州內的布拉索斯河，而「Brazos」是「上帝的手臂」的西班牙語 | 242,014             | 586平方英里 （1,518平方公里）    | 標示出布拉索斯縣位置的地圖     |
| 布魯斯德縣     | 043      | 阿爾派恩       | 1887年2月2日                                            | 普雷西迪奧縣                                                 | 亨利·珀西·布魯斯特 （1816－1884），德克薩斯共和國戰爭部長及南北战争時期軍人 | 9,343               | 6,193平方英里 （16,040平方公里） | 標示出布魯斯德縣位置的地圖     |
| 布里斯科縣     | 045      | 錫爾弗頓       | 1876年8月21日（設立） 1892年1月11日（縣政府成立）       | 比爾縣                                                       | 安德魯·布里斯科 （1810－1849），德克薩斯共和國商人、革命者、軍人、法學家及德克薩斯獨立宣言簽署者之一 | 1,431               | 900平方英里 （2,331平方公里）    | 標示出布里斯科縣位置的地圖     |
| 布魯克斯縣     | 047      | 法爾菲里厄斯   | 1911年3月11日                                           | 斯塔爾縣                                                     | 詹姆斯·阿比亞·布魯克斯 （1855－1944），德州騎警司及德克薩斯州立法機構成員 | 6,906               | 943平方英里 （2,442平方公里）    | 標示出布魯克斯縣位置的地圖     |
| 布朗縣         | 049      | 布朗伍德       | 1856年8月27日（設立） 1858年，日期不詳（縣政府成立）    | 科曼奇縣和特拉維斯                                           | 亨利·史蒂文森·布朗 （1783－1834），貝拉斯科之戰中的司令官 | 38,373              | 944平方英里 （2,445平方公里）    | 標示出布朗縣位置的地圖         |
| 伯利森縣       | 051      | 考德威爾       | 1846年3月24日（設立） 1846年7月13日（縣政府成立）       | 米拉姆縣                                                     | 愛德華·伯利森 （1798－1851），德克薩斯革命上將及德克薩斯共和國副總統（1841－1844） | 18,657              | 666平方英里 （1,725平方公里）    | 標示出伯利森縣位置的地圖       |
| 伯尼特縣       | 053      | 伯尼特         | 1852年2月5日（設立） 1854年8月7日（縣政府成立）         | 貝爾縣、特拉維斯縣和威廉森縣                                 | 大衛·戈弗內爾·伯尼特 （1788－1870），第一任總統 （1836） | 52,502              | 995平方英里 （2,577平方公里）    | 標示出伯尼特縣位置的地圖       |
| 考德威爾縣     | 055      | 洛克哈特       | 1848年3月6日                                            | 巴斯特羅普縣和岡薩雷斯縣                                     | 馬修·考德威爾 （1798－1842），德克薩斯獨立宣言簽署者之一及德克薩斯共和國軍人 | 47,848              | 546平方英里 （1,414平方公里）    | 標示出考德威爾縣位置的地圖     |
| 卡爾霍恩縣     | 057      | 拉瓦卡港       | 1846年4月4日                                            | 傑克遜縣、馬塔哥達縣和維多利亞縣                             | 约翰·卡德威尔·卡尔霍恩 （1782－1850），第七任美国副总统 （1825－1832）及來自南卡罗来纳州的美国参议院議員 | 19,706              | 512平方英里 （1,326平方公里）    | 標示出卡爾霍恩縣位置的地圖     |
| 卡拉漢縣       | 059      | 貝爾德         | 1858年2月1日（設立） 1877年7月3日（縣政府成立）         | 比爾縣、博斯基縣和特拉維斯縣                                 | 詹姆斯·休斯·卡拉漢 （1814－1856），德克薩斯革命上尉 | 14,210              | 899平方英里 （2,328平方公里）    | 標示出卡拉漢縣位置的地圖       |
| 卡梅倫縣       | 061      | 布朗斯維爾     | 1848年2月12日（設立） 1848年9月11日（縣政府成立）       | 努埃塞斯縣及美墨戰爭後墨西哥割讓的土地                       | 尤恩·卡梅倫 （1811－1843），德克薩斯革命上尉，於黑豆戰爭中陣亡 | 425,208             | 906平方英里 （2,347平方公里）    | 標示出卡梅倫縣位置的地圖       |
| 坎普縣         | 063      | 匹茨堡         | 1874年4月6日（設立） 1874年6月20日（縣政府成立）        | 厄普舍縣                                                     | 約翰·拉法耶特·坎普 （1828－1891），德克薩斯州眾議院議員 （1874－1876） | 12,716              | 198平方英里 （513平方公里）      | 標示出坎普縣位置的地圖         |
| 卡森縣         | 065      | 潘漢德爾       | 1876年8月21日（設立） 1888年6月26日（縣政府成立）       | 比爾縣                                                       | 薩繆爾·普萊斯·卡森 （1798－1838），第一任德克薩斯共和國內政部長 （1836－1838） | 5,784               | 923平方英里 （2,391平方公里）    | 標示出卡森縣位置的地圖         |
| 卡斯縣         | 067      | 林登           | 1846年3月24日                                           | 鮑伊縣                                                       | 刘易斯·卡斯 （1782－1866），密西根州参议员 （1845－1857） 以及美国战争部长 （1831－1836） | 28,539              | 938平方英里 （2,429平方公里）    | 標示出卡斯縣位置的地圖         |
| 卡斯特羅縣     | 069      | 迪米特         | 1876年8月21日（設立） 1891年12月9日（縣政府成立）       | 比爾縣                                                       | 亨利·卡斯特羅 （1786－1865），來自法國的德克薩斯共和國總領事及一個小型法屬德克薩斯州殖民地的建立者 | 7,298               | 898平方英里 （2,326平方公里）    | 標示出卡斯特羅縣位置的地圖     |
| 錢伯斯縣       | 071      | 阿納瓦克       | 1858年2月12日                                           | 傑佛遜縣和利柏提縣                                           | 湯瑪斯·傑佛遜·錢伯斯，德克薩斯州律師及測量員，因協助解決德克薩斯州和墨西哥的土地爭議而知名 | 51,288              | 599平方英里 （1,551平方公里）    | 標示出{{{Name}}}位置的地圖     |
| 切羅基縣       | 073      | 拉斯克         | 1846年7月13日                                           | 納科多奇斯縣                                                 | 切羅基人，美國原住民的一支 | 51,645              | 1,052平方英里 （2,725平方公里）  | 標示出切羅基縣位置的地圖       |
| 柴爾德里斯縣   | 075      | 柴爾德里斯     | 1876年8月21日（設立） 1877年4月11日（縣政府成立）       | 比爾縣                                                       | 喬治·坎貝爾·切爾德利斯 （1804－1841），德克薩斯獨立宣言起草人之一 | 6,809               | 710平方英里 （1,839平方公里）    | 標示出柴爾德里斯縣位置的地圖   |
| 克萊縣         | 077      | 亨里塔         | 1857年12月24日（設立） 1860年2月14日（縣政府成立）      | 庫克縣                                                       | 亨利·克莱 （1777－1852），肯塔基州联邦参议员及第九任美国国务卿 （1825–1829） | 10,486              | 1,098平方英里 （2,844平方公里）  | 標示出{{{Name}}}位置的地圖     |
| 科克倫縣       | 079      | 莫頓           | 1876年8月21日（設立） 1924年，日期不詳（縣政府成立）    | 比爾縣                                                       | 羅伯特·埃德蒙·科克倫 （1810－1836），德克薩斯共和國士兵，於得克萨斯革命中的阿拉摩之戰陣亡 | 2,526               | 775平方英里 （2,007平方公里）    | 標示出科克倫縣位置的地圖       |
| 科克縣         | 081      | 羅伯特·李      | 1889年3月13日（設立） 1889年4月23日（縣政府成立）       | 湯格林縣                                                     | 理查德·科克 （1829－1897），第十五任德克薩斯州州長 （1874－1876） | 3,333               | 899平方英里 （2,328平方公里）    | 標示出科克縣位置的地圖         |
| 科爾曼縣       | 083      | 科爾曼         | 1858年2月1日（設立） 1864年10月6日（縣政府成立）        | 布朗縣和特拉維斯縣                                           | 羅伯特·M·科爾曼 （1799－1837），德克薩斯獨立宣言簽署者之一及曾參與圣哈辛托战役的士兵 | 7,850               | 1,273平方英里 （3,297平方公里）  | 標示出科爾曼縣位置的地圖       |
| 科林縣         | 085      | 麥金尼         | 1846年4月3日（設立） 1846年7月13日（縣政府成立）        | 範寧縣                                                       | 科林·麥金尼 （1766－1861），德克薩斯獨立宣言起草人之一及最年長的簽署者 | 1,158,696           | 848平方英里 （2,196平方公里）    | 標示出科林縣位置的地圖         |
| 科靈斯沃思縣   | 087      | 威靈頓         | 1876年8月21日（設立） 1890年9月30日（縣政府成立）       | 比爾縣                                                       | 詹姆斯·科林思沃斯 （1806－1838），德克薩斯獨立宣言簽署者之一及第一任德克薩斯共和國首席大法官 （1836－1838） | 2,568               | 919平方英里 （2,380平方公里）    | 標示出{{{Name}}}位置的地圖     |
| 科羅拉多縣     | 089      | 哥倫布         | 1836年3月17日（設立） 1837年12月18日（縣政府成立）      | 德克薩斯共和國最初建立的二十三個縣之一                       | 位於州內的科羅拉多河（「Colorado」是「紅色」的西班牙語） | 20,754              | 963平方英里 （2,494平方公里）    | 標示出科羅拉多縣位置的地圖     |
| 科馬爾縣       | 091      | 新布朗費爾斯   | 1846年3月24日                                           | 比爾縣                                                       | 科馬爾河（「Comal」是「盆地」的西班牙語） | 184,642             | 562平方英里 （1,456平方公里）    | 標示出科馬爾縣位置的地圖       |
| 科曼奇縣       | 093      | 科曼奇         | 1856年1月25日                                           | 博斯基縣和科里爾縣                                           | 科曼奇人，美國原住民的一支 | 13,878              | 938平方英里 （2,429平方公里）    | 標示出科曼奇縣位置的地圖       |
| 孔喬縣         | 095      | 佩恩特羅克     | 1856年1月25日（設立） 1879年3月11日（縣政府成立）       | 比爾縣                                                       | 孔喬河（「Concho」是「殼」的西班牙語） | 3,340               | 992平方英里 （2,569平方公里）    | 標示出孔喬縣位置的地圖         |
| 庫克縣         | 097      | 蓋恩斯維爾     | 1848年3月20日                                           | 範寧縣                                                       | 威廉·戈登·庫克 （1803－1847），德克薩斯革命少校 | 43,050              | 874平方英里 （2,264平方公里）    | 標示出庫克縣位置的地圖         |
| 科里爾縣       | 099      | 蓋茨維爾       | 1854年2月4日（設立） 1854年3月11日（縣政府成立）        | 貝爾縣                                                       | 詹姆斯·科里爾 （1803－1837），德克薩斯共和國拓荒者及被美國原住民殺害的德州騎警司 | 85,057              | 1,052平方英里 （2,725平方公里）  | 標示出科里爾縣位置的地圖       |
| 科特爾縣       | 101      | 帕杜卡         | 1876年8月21日（設立） 1892年1月11日（縣政府成立）       | 範寧縣                                                       | 喬治·華盛頓·科特爾 （1811－1836），德克薩斯共和國士兵，於得克萨斯革命中的阿拉摩之戰陣亡 | 1,307               | 901平方英里 （2,334平方公里）    | 標示出科特爾縣位置的地圖       |
| 克倫縣         | 103      | 克倫           | 1887年2月26日（設立） 1927年8月12日（縣政府成立）       | 湯格林縣                                                     | 威廉·嘉莉·克蘭恩 （1816－1885），貝勒大學校長 （1864－1885） | 4,546               | 786平方英里 （2,036平方公里）    | 標示出克倫縣位置的地圖         |
| 克羅基特縣     | 105      | 奧佐納         | 1875年1月12日（設立） 1891年7月7日（縣政府成立）        | 比爾縣                                                       | 戴维·克罗克特 （1786－1836），德克薩斯共和國士兵及拓荒者，於得克萨斯革命中的阿拉摩之戰陣亡 | 2,943               | 2,808平方英里 （7,273平方公里）  | 標示出克羅基特縣位置的地圖     |
| 克羅斯比縣     | 107      | 克羅斯比頓     | 1876年8月21日（設立） 1886年9月11日（縣政府成立）       | 比爾縣                                                       | 斯蒂芬·克羅斯比 （1808－1869），德克薩斯州土地專員 | 4,998               | 900平方英里 （2,331平方公里）    | 標示出克羅斯比縣位置的地圖     |
| 克伯森縣       | 109      | 范霍恩         | 1911年3月10日                                           | 厄爾巴索縣                                                   | 大衛·布朗寧·克爾拜森 （1830－1900），美國律師、眾議院議員及南北战争士兵 | 2,155               | 3,813平方英里 （9,876平方公里）  | 標示出克伯森縣位置的地圖       |
| 達拉姆縣       | 111      | 達爾哈特       | 1876年8月21日（設立） 1891年9月8日（縣政府成立）        | 比爾縣                                                       | 詹姆斯·威爾默·達拉姆 （1818－1847），美國律師及報紙出版者，因他與德克薩斯州最高法院關係密切而知名 | 7,241               | 1,505平方英里 （3,898平方公里）  | 標示出達拉姆縣位置的地圖       |
| 達拉斯縣       | 113      | 達拉斯         | 1846年3月30日                                           | 納科多奇斯縣和羅伯森縣                                       | 喬治·米爾芬·達拉斯 （1792－1864），第十一任美国副总统 （1845－1849） | 2,600,840           | 880平方英里 （2,279平方公里）    | 標示出達拉斯縣位置的地圖       |
| 道生縣         | 115      | 拉梅薩         | 1876年8月21日（設立） 1905年2月13日（縣政府成立）       | 比爾縣                                                       | 尼古拉斯·莫斯比·道生 （1808－1842），曾參與德克薩斯革命的士兵及道生大屠殺的受害者 | 12,130              | 902平方英里 （2,336平方公里）    | 標示出道生縣位置的地圖         |
| 戴夫史密斯縣   | 117      | 希爾福德       | 1876年8月21日（設立） 1890年2月1日（縣政府成立）        | 比爾縣                                                       | 埃拉斯塔斯·「戴夫」·史密斯 （1787－1837），德克薩斯革命偵察兵 | 18,377              | 1,497平方英里 （3,877平方公里）  | 標示出戴夫史密斯縣位置的地圖   |
| 德爾塔縣       | 119      | 庫珀           | 1870年7月29日                                           | 霍普金斯縣和拉馬爾縣                                         | 得名自此縣與三角形和希臘字母Δ相似的邊界 | 5,406               | 277平方英里 （717平方公里）      | 標示出德爾塔縣位置的地圖       |
| 登頓縣         | 121      | 登頓           | 1846年4月11日（設立） 1846年7月13日（縣政府成立）       | 範寧縣                                                       | 約翰·班揚·丹頓 （1806－1841），德克薩斯共和國牧師、律師及士兵，於襲擊美國原住民的居住地時被殺害 | 977,281             | 888平方英里 （2,300平方公里）    | 標示出登頓縣位置的地圖         |
| 德威特縣       | 123      | 庫埃羅         | 1846年3月24日（設立） 1846年7月13日（縣政府成立）       | 戈利亞德縣、岡薩雷斯縣和維多利亞縣                           | 格林·德威特 （1787－1835），及一個小型墨屬德克薩斯州殖民地的建立者 | 19,772              | 909平方英里 （2,354平方公里）    | 標示出德威特縣位置的地圖       |
| 狄更斯縣       | 125      | 狄更斯         | 1876年8月21日（設立） 1891年3月14日（縣政府成立）       | 比爾縣                                                       | J·A·狄更斯 （？－1836），德克薩斯共和國士兵，於得克萨斯革命中的阿拉摩之戰陣亡 | 1,726               | 904平方英里 （2,341平方公里）    | 標示出狄更斯縣位置的地圖       |
| 迪米特縣       | 127      | 卡里索斯普林斯 | 1858年2月1日（設立） 1880年11月2日（縣政府成立）        | 比爾縣、馬弗里克縣、尤瓦爾迪縣和韋布縣                       | 菲力普·迪米特 （1801－1841），德克薩斯革命少將 | 8,387               | 1,331平方英里 （3,447平方公里）  | 標示出迪米特縣位置的地圖       |
| 唐利縣         | 129      | 克拉侖敦       | 1876年8月21日（設立） 1882年3月22日（縣政府成立）       | 比爾縣                                                       | 斯托克頓·P·唐利 （1821－1871），德克薩斯州律師及德克薩斯州最高法院法官 （1866－1867） | 3,339               | 930平方英里 （2,409平方公里）    | 標示出{{{Name}}}位置的地圖     |
| 杜瓦爾縣       | 131      | 聖迭戈         | 1858年2月1日                                            | 來弗歐克縣、努埃塞斯縣和斯塔爾縣                             | 伯爾·哈里森·杜瓦爾 （1809－1836），德克薩斯革命士兵，於戈利亞德大屠殺中遇害 | 9,888               | 1,793平方英里 （4,644平方公里）  | 標示出杜瓦爾縣位置的地圖       |
| 伊斯特蘭縣     | 133      | 伊斯特蘭       | 1858年2月1日（設立） 1873年12月2日（縣政府成立）        | 博斯基縣、科里爾縣和特拉維斯縣                               | 威廉·莫斯比·伊斯特蘭 （1806－1843），德克薩斯革命上尉 | 17,944              | 926平方英里 （2,398平方公里）    | 標示出伊斯特蘭縣位置的地圖     |
| 厄克托縣       | 135      | 敖德薩         | 1887年2月26日（設立） 1891年1月6日（縣政府成立）        | 湯格林縣                                                     | 馬修·埃克特 （1822－1879），南北戰爭時期美利堅聯盟國上將 | 160,869             | 901平方英里 （2,334平方公里）    | 標示出厄克托縣位置的地圖       |
| 愛德華茲縣     | 137      | 羅克斯普林斯   | 1858年2月12日（設立） 1883年4月10日（縣政府成立）       | 比爾縣                                                       | 海登·愛德華茲 （1771－1849），美國商人、議事阻撓者及弗雷多尼亞之亂的發起人 | 1,422               | 2,120平方英里 （5,491平方公里）  | 標示出愛德華茲縣位置的地圖     |
| 埃利斯縣       | 139      | 瓦克薩哈奇     | 1849年12月20日                                          | 納瓦羅縣                                                     | 理察·埃利斯 （1781－1846），德克薩斯獨立宣言的簽署者之一 | 212,182             | 940平方英里 （2,435平方公里）    | 標示出埃利斯縣位置的地圖       |
| 厄爾巴索縣     | 141      | 厄爾巴索       | 1850年1月3日（設立） 1871年1月7日（縣政府成立）         | 圣菲县                                                       | 華雷斯城（曾被稱為「北厄爾巴索」），該城市因作為當時墨西哥從北部到達中部的必經之路而被新墨西哥州的聖大菲縣的定居者命名                                                                                              | 868,763             | 1,013平方英里 （2,624平方公里）  | 標示出厄爾巴索縣位置的地圖     |
| 伊拉斯縣       | 143      | 史蒂芬維爾     | 1856年1月25日（設立） 1856年8月4日（縣政府成立）        | 博斯基縣和科里爾縣                                           | 喬伯·貝納德·伊拉斯 （1813－1891），德克薩斯州早期測量員及曾參與圣哈辛托战役的士兵 | 43,895              | 1,086平方英里 （2,813平方公里）  | 標示出伊拉斯縣位置的地圖       |
| 福爾斯縣       | 145      | 馬林           | 1850年1月28日（設立） 1850年8月5日（縣政府成立）        | 石灰岩縣和米拉姆縣                                           | 布拉索斯河的瀑布 | 17,049              | 769平方英里 （1,992平方公里）    | 標示出福爾斯縣位置的地圖       |
| 範寧縣         | 147      | 博納姆         | 1837年12月14日（設立） 1838年，日期不詳（縣政府成立）   | 紅河縣                                                       | 小詹姆斯·範寧 （1805－1836），德克薩斯革命司令官，於戈利亞德大屠殺中遇害 | 37,125              | 892平方英里 （2,310平方公里）    | 標示出範寧縣位置的地圖         |
| 費耶特縣       | 149      | 拉格蘭奇       | 1837年12月14日                                          | 巴斯特羅普縣                                                 | 拉法耶特侯爵 （1757－1834），美國獨立戰爭英雄和法國大革命領導者 | 24,913              | 950平方英里 （2,460平方公里）    | 標示出費耶特縣位置的地圖       |
| 費希爾縣       | 151      | 羅比           | 1876年8月21日（設立） 1886年4月27日（縣政府成立）       | 比爾縣                                                       | 薩繆爾·羅斯·費希爾 （1794－1839），德克薩斯獨立宣言的簽署者之一及德克薩斯共和國海軍部長 | 3,622               | 901平方英里 （2,334平方公里）    | 標示出{{{Name}}}位置的地圖     |
| 弗洛伊德縣     | 153      | 弗羅伊迭達     | 1876年8月21日（設立） 1890年5月28日（縣政府成立）       | 比爾縣                                                       | 多爾芬·沃德·弗洛伊德 （1805－1836），德克薩斯共和國士兵，於得克萨斯革命中的阿拉摩之戰陣亡 | 5,235               | 992平方英里 （2,569平方公里）    | 標示出弗洛伊德縣位置的地圖     |
| 福爾德縣       | 155      | 克羅韋爾       | 1891年3月3日（設立） 1891年4月21日（縣政府成立）        | 科特爾縣、哈德曼縣、金縣和諾克斯縣                           | 羅伯特·列維·福爾德 （1831－1898），美國律師及南北戰爭時期美利堅聯盟國少將 | 1,057               | 707平方英里 （1,831平方公里）    | 標示出福爾德縣位置的地圖       |
| 本德堡縣       | 157      | 里奇蒙德       | 1837年12月29日（設立） 1838年1月13日（縣政府成立）      | 奧斯汀縣、布拉佐里亞縣和哈里斯縣                             | 一座位於布拉索斯河彎曲處的炮樓 | 889,146             | 875平方英里 （2,266平方公里）    | 標示出本德堡縣位置的地圖       |
| 富蘭克林縣     | 159      | 芒特弗農       | 1875年，日期不詳                                        | 泰特斯縣                                                     | 本傑明·克羅威爾·富蘭克林 （1805－1873），美國法官及德克薩斯州參議院議員 | 10,618              | 286平方英里 （741平方公里）      | 標示出富蘭克林縣位置的地圖     |
| 弗里斯通縣     | 161      | 費爾菲爾德     | 1850年9月6日（設立） 1851年7月6日（縣政府成立）         | 石灰岩縣                                                     | 一種在縣內常見的桃品種名稱 | 19,950              | 885平方英里 （2,292平方公里）    | 標示出弗里斯通縣位置的地圖     |
| 弗里奧縣       | 163      | 皮爾索爾       | 1858年2月1日（設立） 1871年7月20日（縣政府成立）        | 亞他斯科沙縣、比爾縣和尤瓦爾迪縣                             | 弗里奧河（「Frio」是「寒冷」的西班牙語） | 17,815              | 1,133平方英里 （2,934平方公里）  | 標示出弗里奧縣位置的地圖       |
| 蓋恩斯縣       | 165      | 塞米諾爾       | 1876年8月21日（設立） 1905年10月24日（縣政府成立）      | 比爾縣                                                       | 詹姆斯·蓋恩斯，貿易商人及德克薩斯獨立宣言的簽署者之一 | 22,181              | 1,502平方英里 （3,890平方公里）  | 標示出蓋恩斯縣位置的地圖       |
| 加爾維斯敦縣   | 167      | 加爾維斯敦     | 1838年5月15日                                           | 布拉佐里亞縣、哈里斯縣和利柏提縣                             | 伯納多·德·加爾維斯 （1746－1786），來自西班牙的路易斯安那领地總督 （1777－1785） | 357,117             | 399平方英里 （1,033平方公里）    | 標示出加爾維斯敦縣位置的地圖   |
| 加扎縣         | 169      | 波斯特         | 1876年8月21日（設立） 1905年10月24日（縣政府成立）      | 比爾縣                                                       | 何塞·安東尼奧·德·拉·加扎 （1776－1851），德克薩斯州早期定居者及聖安東尼奧市長 | 6,262               | 896平方英里 （2,321平方公里）    | 標示出加扎縣位置的地圖         |
| 基利斯比縣     | 171      | 弗雷德里克斯堡 | 1848年2月23日                                           | 比爾縣和特拉維斯縣                                           | 羅伯特·艾迪生·格里斯佩 （1815－1846），貿易商人、美墨戰爭上尉及德州騎警司成員 | 27,477              | 1,061平方英里 （2,748平方公里）  | 標示出基利斯比縣位置的地圖     |
| 格拉斯卡克縣   | 173      | 加登城         | 1887年4月4日（設立） 1893年3月28日（縣政府成立）        | 湯格林縣                                                     | 喬治·華盛頓·格拉斯科克 （1810－1868），德克薩斯州早期定居者、商人、軍人及州內眾議院議員 | 1,164               | 901平方英里 （2,334平方公里）    | 標示出格拉斯卡克縣位置的地圖   |
| 戈利亞德縣     | 175      | 戈利亞德       | 1836年3月17日                                           | 德克薩斯共和國最初建立的二十三個縣之一                       | 縣治戈利亞德，而縣治得名自米格尔·伊达尔戈·伊·科斯蒂利亚（墨西哥独立战争代表人物）的姓氏在易位构词游戏後的結果 | 7,131               | 854平方英里 （2,212平方公里）    | 標示出戈利亞德縣位置的地圖     |
| 岡薩雷斯縣     | 177      | 岡薩雷斯       | 1836年3月17日                                           | 德克薩斯共和國最初建立的二十三個縣之一                       | 縣治岡薩雷斯，而縣治得名自拉斐爾·岡薩雷斯 （1789－1857），第三任科阿韋拉和德克薩斯州總督 （1824－1826） | 19,832              | 1,068平方英里 （2,766平方公里）  | 標示出岡薩雷斯縣位置的地圖     |
| 格雷縣         | 179      | 潘帕           | 1876年8月21日（設立） 1902年5月27日（縣政府成立）       | 比爾縣                                                       | 彼得·W·格雷 （1819－1874），德克薩斯州律師、州內眾議院議員及南北戰爭時期軍人 | 21,015              | 928平方英里 （2,404平方公里）    | 標示出格雷縣位置的地圖         |
| 格雷森縣       | 181      | 謝爾曼         | 1846年3月17日（設立） 1846年7月13日（縣政府成立）       | 範寧縣                                                       | 彼得·沃傑納·格雷森 （1788－1838），德克薩斯共和國司法部長 （1837－1838） | 143,131             | 934平方英里 （2,419平方公里）    | 標示出格雷森縣位置的地圖       |
| 格雷格縣       | 183      | 朗維爾         | 1873年4月12日（設立） 1873年6月28日（縣政府成立）       | 厄普舍縣                                                     | 約翰·格雷格 （1828－1864），美利堅聯盟國上將，於南北戰爭中陣亡 | 125,443             | 274平方英里 （710平方公里）      | 標示出格雷格縣位置的地圖       |
| 格賴姆斯縣     | 185      | 安德森         | 1846                                                    | 蒙哥馬利縣                                                   | 傑西·格拉姆斯 （1788－1866），縣內早期的定居者及德克薩斯獨立宣言的簽署者之一 | 30,754              | 794平方英里 （2,056平方公里）    | 標示出格賴姆斯縣位置的地圖     |
| 瓜達盧佩縣     | 187      | 塞金           | 1846年4月6日（設立） 1846年7月15日（縣政府成立）        | 比爾縣和岡薩雷斯縣                                           | 位於州內的瓜達盧佩河，該河得名自瓜達露佩聖母的聖像畫 | 182,760             | 711平方英里 （1,841平方公里）    | 標示出瓜達盧佩縣位置的地圖     |
| 黑爾縣         | 189      | 普萊恩維尤     | 1876年8月21日（設立） 1888年6月26日（縣政府成立）       | 比爾縣                                                       | 約翰·卡拉漢·黑爾 （1806－1836），德克薩斯共和國副軍官，於圣哈辛托战役中陣亡 | 31,827              | 1,005平方英里 （2,603平方公里）  | 標示出{{{Name}}}位置的地圖     |
| 霍爾縣         | 191      | 孟菲斯         | 1876年8月21日（設立） 1890年6月23日（縣政府成立）       | 比爾縣                                                       | 沃倫·德威特·克林頓·霍爾 （1794－1867），第一任德克薩斯共和國戰爭部長（1836） | 2,810               | 903平方英里 （2,339平方公里）    | 標示出霍爾縣位置的地圖         |
| 漢密爾頓縣     | 193      | 漢密爾頓       | 1858年2月1日                                            | 博斯基縣、科曼奇縣和蘭帕瑟斯縣                               | 小詹姆斯·漢密爾頓 （1786－1857），第五十三任南卡羅萊納州州長 （1830－1832），因在卸任後給予德克薩斯共和國財政上的支持而知名                                                                                         | 8,298               | 836平方英里 （2,165平方公里）    | 標示出漢密爾頓縣位置的地圖     |
| 漢斯福德縣     | 195      | 斯佩爾曼       | 1876年8月21日（設立） 1889年3月11日（縣政府成立）       | 比爾縣                                                       | 約翰·M·漢斯福德 （？－1844），德克薩斯共和國眾議院議員及法官 | 5,151               | 920平方英里 （2,383平方公里）    | 標示出漢斯福德縣位置的地圖     |
| 哈德曼縣       | 197      | 寬納           | 1858年2月1日（設立） 1884年12月1日（縣政府成立）        | 範寧縣                                                       | 貝利·哈德曼 （1795－1836），第一任德克薩斯共和國財政部長及他的兄長湯瑪斯·瓊斯·哈德曼 （1788－1854），德克薩斯州眾議院議員 （1847－1851）及法官                                                                      | 3,516               | 695平方英里 （1,800平方公里）    | 標示出哈德曼縣位置的地圖       |
| 哈丁縣         | 199      | 昆茨           | 1858年2月1日                                            | 傑佛遜縣和利柏提縣                                           | 哈丁家族，利柏提縣的早期定居者 | 57,811              | 894平方英里 （2,315平方公里）    | 標示出哈丁縣位置的地圖         |
| 哈里斯縣       | 201      | 休斯敦         | 1836年3月17日                                           | 德克薩斯共和國最初建立的二十三個縣之一                       | 約翰·理查德森·哈里斯 （1790－1829），德克薩斯州早期定居者及哈里斯堡的建立者，即現時休斯敦的前身 | 4,780,913           | 1,729平方英里 （4,478平方公里）  | 標示出哈里斯縣位置的地圖       |
| 哈里森縣       | 203      | 馬歇爾         | 1839年1月28日（設立） 1842年，日期不詳（縣政府成立）    | 謝爾比縣                                                     | 喬納斯·哈里森 （1777－1836），德克薩斯革命時期的軍人及律師 | 69,955              | 899平方英里 （2,328平方公里）    | 標示出哈里森縣位置的地圖       |
| 哈特利縣       | 205      | 錢寧           | 1876年8月21日（設立） 1891年2月9日（縣政府成立）        | 比爾縣                                                       | 奧利弗·克羅威爾·哈特利 （1823－1859）及魯福斯·K·哈特利 （1824－？）兄弟，德克薩斯州最高法院的法律報告起草人 | 5,208               | 1,462平方英里 （3,787平方公里）  | 標示出哈特利縣位置的地圖       |
| 哈斯克爾縣     | 207      | 哈斯克爾       | 1858年2月1日（設立） 1885年2月13日（縣政府成立）        | 範寧縣和米拉姆縣                                             | 查爾斯·雷迪·哈斯克爾 （1815－1836），德克薩斯革命軍人，於戈利亞德大屠殺中遇害 | 5,403               | 903平方英里 （2,339平方公里）    | 標示出哈斯克爾縣位置的地圖     |
| 海斯縣         | 209      | 聖馬可斯       | 1848年3月1日（設立） 1848年8月7日（縣政府成立）         | 特拉維斯縣                                                   | 約翰·科菲·海斯 （1817－1883），德州騎警司上尉及美墨戰爭時期德克薩斯州戰爭部官員 | 269,225             | 678平方英里 （1,756平方公里）    | 標示出海斯縣位置的地圖         |
| 漢普希爾縣     | 211      | 坎納迪安       | 1876年8月21日（設立） 1887年7月5日（縣政府成立）        | 比爾縣                                                       | 約翰·漢普希爾 （1803－1862），來自德克薩斯州的美國參議院議員 （1859－1861）及德克薩斯州最高法院首席大法官 （1841－1846）                                                                                            | 3,217               | 910平方英里 （2,357平方公里）    | 標示出漢普希爾縣位置的地圖     |
| 亨德森縣       | 213      | 雅典           | 1846年4月27日                                           | 休斯敦縣和納科多奇斯縣                                       | 詹姆斯·平克尼·亨德森 （1817－1883），第一任德克薩斯州州長 （1846－1847） | 84,511              | 874平方英里 （2,264平方公里）    | 標示出亨德森縣位置的地圖       |
| 伊達爾戈縣     | 215      | 愛丁堡         | 1852年，日期不詳                                        | 卡梅倫縣                                                     | 米格尔·伊达尔戈·伊·科斯蒂利亚 （1753－1811），導致墨西哥從西班牙獨立的重要人物 | 888,367             | 1,569平方英里 （4,064平方公里）  | 標示出伊達爾戈縣位置的地圖     |
| 希爾縣         | 217      | 希爾斯伯勒     | 1853年2月7日                                            | 納瓦羅縣                                                     | 喬治·華盛頓·希爾，德克薩斯共和國戰爭部長及海軍部長 | 37,329              | 962平方英里 （2,492平方公里）    | 標示出希爾縣位置的地圖         |
| 霍克利縣       | 219      | 萊弗蘭         | 1876年8月21日（設立） 1921年2月19日（縣政府成立）       | 比爾縣                                                       | 喬治·華盛頓·霍克利 （1802－1854），德克薩斯革命軍隊參謀及德克薩斯共和國戰爭部長 （1838） | 21,161              | 908平方英里 （2,352平方公里）    | 標示出霍克利縣位置的地圖       |
| 胡德縣         | 221      | 格蘭伯里       | 1866                                                    | 約翰遜縣                                                     | 約翰·貝爾·胡德 （1831－1879），南北戰爭時期美利堅聯盟國副軍官、上將及其軍隊的司令官 | 66,373              | 422平方英里 （1,093平方公里）    | 標示出胡德縣位置的地圖         |
| 霍普金斯縣     | 223      | 薩爾弗斯普林斯 | 1846年3月25日                                           | 拉馬爾縣和納科多奇斯縣                                       | 大衛·霍普金斯 （1825－？），縣內早期的定居者 | 37,804              | 785平方英里 （2,033平方公里）    | 標示出霍普金斯縣位置的地圖     |
| 休斯敦縣       | 225      | 克羅基特       | 1837年6月12日（設立） 1837年9月4日（縣政府成立）        | 納科多奇斯縣                                                 | 山姆·休士頓 （1793－1863），德克薩斯革命時期上將、圣哈辛托战役司令官、第一及第三任德克薩斯共和國總統 （1836－1838、1841－1844）、第七任德克薩斯州州長 （1859－1861）及來自德克薩斯州的美國參議院議員 （1846－1859） | 21,950              | 1,231平方英里 （3,188平方公里）  | 標示出{{{Name}}}位置的地圖     |
| 霍華德縣       | 227      | 大泉           | 1876年8月21日（設立） 1883年6月15日（縣政府成立）       | 比爾縣                                                       | 沃爾尼·埃斯基恩·霍華德 （1809－1889），來自德克薩斯州的美國眾議院議員 （1849－1853） | 33,672              | 903平方英里 （2,339平方公里）    | 標示出霍華德縣位置的地圖       |
| 哈得斯佩斯縣   | 229      | 西埃拉布蘭卡   | 1917年6月19日                                           | 厄爾巴索縣                                                   | 克勞德·本頓·哈得斯佩斯 （1877－1941），來自德克薩斯州的美國眾議院議員 （1919－1931）、牧場主人及報紙出版者 | 3,432               | 4,571平方英里 （11,839平方公里） | 標示出哈得斯佩斯縣位置的地圖   |
| 亨特縣         | 231      | 格林維爾       | 1846年4月11日（設立） 1846年7月13日（縣政府成立）       | 範寧縣和納科多奇斯縣                                         | 小梅穆坎·亨特 （1807－1856），德克薩斯共和國海軍部長 | 108,282             | 841平方英里 （2,178平方公里）    | 標示出亨特縣位置的地圖         |
| 哈欽森縣       | 233      | 斯廷內特       | 1876年8月21日（設立） 1901年5月13日（縣政府成立）       | 比爾縣                                                       | 安德魯·哈欽森，縣內的早期定居者及律師 | 20,215              | 887平方英里 （2,297平方公里）    | 標示出哈欽森縣位置的地圖       |
| 伊里昂縣       | 235      | 默岑           | 1889年3月7日（設立） 1889年4月16日（縣政府成立）        | 湯格林縣                                                     | 羅伯特·安德森·伊里昂 （1804－1861），德克薩斯共和國內政部長 （1837－1838） | 1,530               | 1,052平方英里 （2,725平方公里）  | 標示出伊里昂縣位置的地圖       |
| 傑克縣         | 237      | 傑克斯伯勒     | 1856年8月27日（設立） 1857年7月4日（縣政府成立）        | 庫克縣                                                       | 帕特里克和威廉·傑克兄弟，安納瓦克騷亂的參與者及著名德克薩斯革命退伍軍人 | 8,922               | 917平方英里 （2,375平方公里）    | 標示出傑克縣位置的地圖         |
| 傑克遜縣       | 239      | 埃德納         | 1836年3月17日                                           | 德克薩斯共和國最初建立的二十三個縣之一                       | 安德鲁·杰克逊 （1767－1845），第七任美国总统 （1829－1837）、來自田纳西州的參議院議員及1812年战争時期上將 | 15,142              | 830平方英里 （2,150平方公里）    | 標示出傑克遜縣位置的地圖       |
| 傑斯帕縣       | 241      | 傑斯帕         | 1836年3月17日                                           | 德克薩斯共和國最初建立的二十三個縣之一                       | 威廉·傑斯帕 （1750－1779），美國準將，在美國獨立戰爭中陣亡 | 32,484              | 938平方英里 （2,429平方公里）    | 標示出傑斯帕縣位置的地圖       |
| 傑夫·戴維斯縣  | 243      | 戴維斯堡       | 1836年3月17日（設立） 1887年6月1日（縣政府成立）        | 普雷西迪奧縣                                                 | 傑佛遜·戴維斯（1808－1889），唯一一任美利堅聯盟國總統（1861－1865） | 1,903               | 2,265平方英里 （5,866平方公里）  | 標示出傑夫·戴維斯縣位置的地圖  |
| 傑佛遜縣       | 245      | 博蒙特         | 1836年3月17日                                           | 德克薩斯共和國最初建立的二十三個縣之一                       | 托马斯·杰斐逊（1743－1826），第三任美国总统 （1801－1809）、第二任美国副总统 （1797－1801）、維珍尼亞州州長 （1779－1781）及美国开国元勋之一                                                                        | 250,830             | 904平方英里 （2,341平方公里）    | 標示出傑佛遜縣位置的地圖       |
| 吉姆霍格縣     | 247      | 希布倫維爾     | 1913年6月30日（設立） 1913年8月11日（縣政府成立）       | 布魯克斯縣和杜瓦爾縣                                         | 詹姆斯·斯蒂芬·霍格 （1851－1906），第二十任（及首位生於德克薩斯州的）德克薩斯州州長 （1891－1895） | 4,763               | 1,136平方英里 （2,942平方公里）  | 標示出吉姆霍格縣位置的地圖     |
| 吉姆韋爾斯縣   | 249      | 阿利斯         | 1911年3月11日（設立） 1911年5月6日（縣政府成立）        | 努埃塞斯縣                                                   | 詹姆斯·巴貝奇·韋爾斯 （1850－1923），美國法官及德克薩斯州南部的民主黨政党领袖 | 38,826              | 865平方英里 （2,240平方公里）    | 標示出吉姆韋爾斯縣位置的地圖   |
| 約翰遜縣       | 251      | 克利本         | 1854年2月13日（設立） 1854年8月7日（縣政府成立）        | 埃利斯縣、希爾縣和納瓦羅縣                                   | 米德爾頓·泰特·約翰遜 （1810－1866），德州騎警司成員、曾參與美墨戰爭的軍人及德克薩斯共和國參議院議員 | 195,506             | 729平方英里 （1,888平方公里）    | 標示出約翰遜縣位置的地圖       |
| 瓊斯縣         | 253      | 安森           | 1858年2月1日（設立） 1881年6月13日（縣政府成立）        | 比爾縣和博斯基縣                                             | 安生·瓊斯 （1798－1858），第五任德克薩斯共和國總統（1844－1846） | 19,935              | 931平方英里 （2,411平方公里）    | 標示出瓊斯縣位置的地圖         |
| 卡恩斯縣       | 255      | 卡恩斯城       | 1854年2月4日（設立） 1854年2月27日（縣政府成立）        | 比爾縣、德威特縣、戈利亞德縣、岡薩雷斯縣和聖帕特里西奧縣     | 亨利·卡恩斯 （1812－1840），德克薩斯革命軍人 | 14,836              | 750平方英里 （1,942平方公里）    | 標示出卡恩斯縣位置的地圖       |
| 考夫曼縣       | 257      | 考夫曼         | 1848年2月26日（設立） 1848年8月7日（縣政府成立）        | 亨德森縣                                                     | 大衛·斯潘格勒·考夫曼 （1813－1851），猶太裔德克薩斯州參議員議員 （1843－1845）及歷史上第二位猶太裔美国众议院議員 （1846－1851）                                                                                     | 172,366             | 786平方英里 （2,036平方公里）    | 標示出考夫曼縣位置的地圖       |
| 肯德爾縣       | 259      | 博爾恩         | 1862年1月10日（設立） 1862年1月18日（縣政府成立）       | 布蘭科縣和克爾縣                                             | 喬治·威爾金斯·肯德爾 （1809－1867），德克薩斯州早期記者、及牧羊場主人，因在美墨戰爭期間作為戰地記者而備受關注 | 48,973              | 662平方英里 （1,715平方公里）    | 標示出肯德爾縣位置的地圖       |
| 凱內迪縣       | 261      | 薩里塔         | 1921年4月2日（設立） 1921年4月21日（縣政府成立）        | 伊達爾戈縣和威拉西縣                                         | 米夫林·凱內迪 （1818－1895），早期的牧場主和土地投機者 | 358                 | 1,457平方英里 （3,774平方公里）  | 標示出凱內迪縣位置的地圖       |
| 肯特縣         | 263      | 傑頓           | 1876年11月19日（設立） 1892年11月8日（縣政府成立）      | 比爾縣                                                       | 安德魯·肯特 （1798－1836），美國士兵，於得克萨斯革命中的阿拉摩之戰陣亡 | 740                 | 902平方英里 （2,336平方公里）    | 標示出{{{Name}}}位置的地圖     |
| 克爾縣         | 265      | 克爾維爾       | 1856年1月26日（設立） 1856年，日期不詳（縣政府成立）    | 比爾縣                                                       | 詹姆斯·克爾 （1790－1850），德克薩斯州的早期定居者和德克薩斯革命軍人 | 53,741              | 1,106平方英里 （2,865平方公里）  | 標示出克爾縣位置的地圖         |
| 金布爾縣       | 267      | 章克申         | 1858年1月22日（設立） 1876年1月3日（縣政府成立）        | 比爾縣                                                       | 喬治·C·金貝爾 （1803－1836），美國士兵，於得克萨斯革命中的阿拉摩之戰陣亡 | 4,422               | 1,251平方英里 （3,240平方公里）  | 標示出金布爾縣位置的地圖       |
| 金縣           | 269      | 加斯里         | 1876年11月19日（設立） 1891年6月25日（縣政府成立）      | 比爾縣                                                       | 威廉·菲利普·金 （1820－1836），美國士兵，於得克萨斯革命中的阿拉摩之戰陣亡 | 233                 | 912平方英里 （2,362平方公里）    | 標示出{{{Name}}}位置的地圖     |
| 金尼縣         | 271      | 布拉基特維爾   | 1850年1月28日（設立） 1874年2月7日（縣政府成立）        | 比爾縣                                                       | 亨利·勞倫斯·金尼 （1814－1862），德克薩斯州參議院議員及不成功的土地投機者 | 3,128               | 1,364平方英里 （3,533平方公里）  | 標示出金尼縣位置的地圖         |
| 克雷伯縣       | 273      | 金斯維爾       | 1913年2月27日（設立） 1913年6月27日（縣政府成立）       | 努埃塞斯縣                                                   | 羅伯特·賈斯塔斯·克爾伯格 （1803－1888），來自德國的德克薩斯州早期定居者及曾參與圣哈辛托战役的軍人 | 30,362              | 871平方英里 （2,256平方公里）    | 標示出克雷伯縣位置的地圖       |
| 諾克斯縣       | 275      | 本傑明         | 1858年2月1日（設立） 1886年，日期不詳（縣政府成立）     | 比爾縣                                                       | 亨利·诺克斯上將 （1750－1806），美國獨立戰爭英雄及第一任美国战争部长 （1789－1794） | 3,273               | 854平方英里 （2,212平方公里）    | 標示出諾克斯縣位置的地圖       |
| 拉馬爾縣       | 277      | 巴黎           | 1840年12月17日（設立） 1841年2月1日（縣政府成立）       | 紅河縣                                                       | 米拉波·波拿巴·拉馬爾 （1798－1859），第三任德克薩斯共和國總統 （1838－1842） | 50,484              | 917平方英里 （2,375平方公里）    | 標示出{{{Name}}}位置的地圖     |
| 蘭姆縣         | 279      | 利特爾菲爾德   | 1876年11月19日（設立） 1908年6月20日（縣政府成立）      | 比爾縣                                                       | 喬治·A·蘭姆 （1814－1836），德克薩斯共和國陸軍中尉，於圣哈辛托战役中陣亡 | 12,724              | 1,016平方英里 （2,631平方公里）  | 標示出蘭姆縣位置的地圖         |
| 蘭帕瑟斯縣     | 281      | 蘭帕瑟斯       | 1856年2月1日（設立） 1856年3月10日（縣政府成立）        | 貝爾縣、科里爾縣和特拉維斯縣                                 | 位於州內的蘭帕瑟斯河（「Lampasas」是「百合」的西班牙語） | 22,785              | 712平方英里 （1,844平方公里）    | 標示出蘭帕瑟斯縣位置的地圖     |
| 拉薩爾縣       | 283      | 科圖拉         | 1858年2月1日（設立） 1880年，日期不詳（縣政府成立）     | 比爾縣                                                       | 勒內-羅貝爾·卡弗利耶·德·拉薩勒 （1643－1687），法國探險家，因探索五大湖而知名 | 6,604               | 1,489平方英里 （3,856平方公里）  | 標示出拉薩爾縣位置的地圖       |
| 拉瓦卡縣       | 285      | 哈利茨維爾     | 1842年4月6日（設立） 1842年7月13日（縣政府成立）        | 科羅拉多縣、費耶特縣、岡薩雷斯縣、傑克遜縣和維多利亞縣       | 位於州內的拉瓦卡河（「La vaca」是「牛」的西班牙語） | 20,589              | 970平方英里 （2,512平方公里）    | 標示出拉瓦卡縣位置的地圖       |
| 李縣           | 287      | 吉丁斯         | 1874年4月18日（設立） 1874年6月2日（縣政府成立）        | 巴斯特羅普縣、伯利森縣、費耶特縣和華盛頓縣                   | 羅伯特·愛德華·李 （1807－1870），南北戰爭美利堅聯盟國將領 | 17,954              | 629平方英里 （1,629平方公里）    | 標示出李縣位置的地圖           |
| 萊昂縣         | 289      | 森特維爾       | 1846年3月17日（設立） 1846年7月13日（縣政府成立）       | 羅伯森縣                                                     | 縣名來源具有爭議性：可能得名自來自墨西哥的商人及城市維多利亞的建立者馬丁·德·利昂 （1765－1833）或「León」，西班牙語對一些黃色毛髮的德克薩斯灰狼的稱呼                                                               | 16,209              | 1,072平方英里 （2,776平方公里）  | 標示出萊昂縣位置的地圖         |
| 利柏提縣       | 291      | 利柏提         | 1836年3月17日                                           | 德克薩斯共和國最初建立的二十三個縣之一                       | 縣治利柏提，而縣治則可能得名自墨西哥独立战争中勝利後獲得的「自由」或密西西比州的利柏提 | 101,992             | 1,160平方英里 （3,004平方公里）  | 標示出利柏提縣位置的地圖       |
| 石灰岩縣       | 293      | 格羅斯貝克     | 1846年4月11日（設立） 1846年8月18日（縣政府成立）       | 羅伯森縣                                                     | 縣內常見的石灰岩 | 22,253              | 909平方英里 （2,354平方公里）    | 標示出石灰岩縣位置的地圖       |
| 利普斯科姆縣   | 295      | 利普斯科姆     | 1876年11月19日（設立） 1887年，日期不詳（縣政府成立）   | 比爾縣                                                       | 阿伯納·史密斯·利普斯科姆 （1789－1856），德克薩斯州最高法院法官 （1846－1856） 及德克薩斯共和國內政部長 （1840） | 2,854               | 932平方英里 （2,414平方公里）    | 標示出利普斯科姆縣位置的地圖   |
| 來弗歐克縣     | 297      | 西喬治         | 1856年2月2日（設立） 1856年8月4日（縣政府成立）         | 努塞埃斯縣和聖帕特里西奧縣                                   | 因此縣的新縣請願書在一棵德克薩斯活櫟樹下簽署而得名 | 11,428              | 1,036平方英里 （2,683平方公里）  | 標示出來弗歐克縣位置的地圖     |
| 拉諾縣         | 299      | 拉諾           | 1856年2月1日（設立） 1856年8月4日（縣政府成立）         | 比爾縣和基利斯比縣                                           | 拉諾河（「Llano」是「草原」的西班牙語） | 22,540              | 935平方英里 （2,422平方公里）    | 標示出拉諾縣位置的地圖         |
| 洛文縣         | 301      | 門通           | 1887年2月26日（第一次成立） 1931年5月14日（第二次成立） | 湯格林縣（1931年再次建立時，該縣拆分自里夫斯縣的一部份）     | 奧利弗·洛文 （1812－1867），德克薩斯州牧牛場主人及鬥牛駕駛的先驅者，因與查爾斯·古德奈特 （1836－1929）建立古德奈特-洛文路而知名                                                                                     | 51                  | 673平方英里 （1,743平方公里）    | 標示出洛文縣位置的地圖         |
| 拉伯克縣       | 303      | 拉伯克         | 1876年11月19日（設立） 1891年3月10日（縣政府成立）      | 比爾縣                                                       | 湯瑪斯·薩爾圖斯·拉伯克 （1817－1862），德州騎警司成員及南北戰爭美利堅聯盟國中將 | 317,561             | 900平方英里 （2,331平方公里）    | 標示出拉伯克縣位置的地圖       |
| 林恩縣         | 305      | 塔霍卡         | 1876年11月19日（設立） 1903年4月7日（縣政府成立）       | 比爾縣                                                       | 威廉·林恩，來自麻薩諸塞州的德克薩斯共和國士兵，可能於得克萨斯革命中的阿拉摩之戰陣亡 | 5,724               | 892平方英里 （2,310平方公里）    | 標示出林恩縣位置的地圖         |
| 麥卡洛克縣     | 307      | 布雷迪         | 1856年8月27日（設立） 1876年2月18日（縣政府成立）       | 比爾縣                                                       | 本傑明·麥卡洛克 （1811－1862），曾參與圣哈辛托战役的退伍軍人、德州騎警司成員及美利堅聯盟國上將，於南北戰爭中陣亡 | 7,497               | 1,069平方英里 （2,769平方公里）  | 標示出麥卡洛克縣位置的地圖     |
| 麥克倫南縣     | 309      | 韋科           | 1850年1月22日（設立） 1850年8月5日（縣政府成立）        | 石灰岩縣和米拉姆縣                                           | 尼爾·麥克倫南 （1777－1867），縣內的早期定居者 | 266,836             | 1,042平方英里 （2,699平方公里）  | 標示出麥克倫南縣位置的地圖     |
| 麥克馬倫縣     | 311      | 蒂爾登         | 1858年2月1日（設立） 1877年，日期不詳（縣政府成立）     | 亞他斯科沙縣、比爾縣和來弗歐克縣                             | 約翰·麥克馬倫 （1832－1883），來自愛爾蘭的德克薩斯州商人 | 576                 | 1,113平方英里 （2,883平方公里）  | 標示出麥克馬倫縣位置的地圖     |
| 麥迪遜縣       | 313      | 麥迪遜維爾     | 1853年1月27日（設立） 1854年8月7日（縣政府成立）        | 格賴姆斯縣、萊昂縣和沃克縣                                   | 詹姆斯·麦迪逊 （1751－1836），第四任美國總統 （1809－1817） | 13,661              | 470平方英里 （1,217平方公里）    | 標示出麥迪遜縣位置的地圖       |
| 馬里昂縣       | 315      | 傑佛遜         | 1860年2月7日（設立） 1860年3月15日（縣政府成立）        | 卡斯縣                                                       | 法蘭西斯·馬里昂 （1732－1795），美國獨立戰爭將領 | 9,560               | 381平方英里 （987平方公里）      | 標示出馬里昂縣位置的地圖       |
| 馬丁縣         | 317      | 斯坦頓         | 1876年11月19日（設立） 1884年，日期不詳（縣政府成立）   | 比爾縣                                                       | 懷利·馬丁 （1776－1842），曾參與德克薩斯革命的士兵及德克薩斯共和國眾議院議員 | 5,217               | 915平方英里 （2,370平方公里）    | 標示出馬丁縣位置的地圖         |
| 梅森縣         | 319      | 梅森           | 1858年1月22日（設立） 1858年8月2日（縣政府成立）        | 基利斯比縣                                                   | 位於州內的梅森堡，而該堡壘可能得名自喬治·湯姆森·梅森 （1818－1846），在美墨戰爭布朗斯維爾中陣亡的士兵或理查德·巴恩斯·梅森上將 （1797－1850），加利福尼亞州軍事總督                                                  | 3,982               | 932平方英里 （2,414平方公里）    | 標示出梅森縣位置的地圖         |
| 馬塔哥達縣     | 321      | 貝城           | 1836年3月17日                                           | 德克薩斯共和國最初建立的二十三個縣之一                       | 曾經生長於當地海岸線的藤叢（「Mata gorda」是「豐滿的灌木」的西班牙語） | 36,125              | 1,114平方英里 （2,885平方公里）  | 標示出{{{Name}}}位置的地圖     |
| 馬弗里克縣     | 323      | 伊格爾帕斯     | 1842年2月2日（設立） 1871年9月4日（縣政府成立）         | 金尼縣                                                       | 薩繆爾·奧古斯塔斯·馬維里克 （1803－1870），德克薩斯州牧場主人、德克薩斯獨立宣言的簽署者之一、及德克薩斯州眾議院立法部門議員                                                                                         | 57,843              | 1,280平方英里 （3,315平方公里）  | 標示出馬弗里克縣位置的地圖     |
| 梅迪納縣       | 325      | 洪多           | 1848年2月12日（設立） 1848年7月12日（縣政府成立）       | 比爾縣                                                       | 位於州內的梅迪納河，該河得名自文藝復興時期西班牙工程師佩德羅·梅迪納 （1493－1567） | 53,723              | 1,328平方英里 （3,440平方公里）  | 標示出梅迪納縣位置的地圖       |
| 默納德縣       | 327      | 默納德         | 1858年1月22日（設立） 1871年5月8日（縣政府成立）        | 比爾縣                                                       | 邁克爾·布拉納穆爾·默納德 （1805－1856），城市加爾維斯敦的建立者 | 1,968               | 902平方英里 （2,336平方公里）    | 標示出默納德縣位置的地圖       |
| 密德蘭縣       | 329      | 米德蘭         | 1885年3月4日（設立） 1885年6月15日（縣政府成立）        | 湯格林縣                                                     | 縣治米德蘭，因位於沃斯堡和艾爾帕索之間的德克薩斯與太平洋鐵路的半途上（和城市米德韋）而得名 | 171,999             | 900平方英里 （2,331平方公里）    | 標示出密德蘭縣位置的地圖       |
| 米拉姆縣       | 331      | 卡梅倫         | 1836年3月17日                                           | 德克薩斯共和國最初建立的二十三個縣之一                       | 本傑明·拉什·米拉姆 （1788－1835），德克薩斯州早期的殖民者及德克薩斯革命士兵 | 25,628              | 1,017平方英里 （2,634平方公里）  | 標示出米拉姆縣位置的地圖       |
| 米爾斯縣       | 333      | 戈爾德斯韋特   | 1887年3月15日（設立） 1887年8月30日（縣政府成立）       | 布朗縣、科曼奇縣、漢密爾頓和蘭帕瑟斯縣                       | 約翰·T·米爾斯 （1817－1871），德克薩斯州最高法院法官 | 4,500               | 748平方英里 （1,937平方公里）    | 標示出米爾斯縣位置的地圖       |
| 米切爾縣       | 335      | 科羅拉多城     | 1876年11月19日（設立） 1881年1月10日（縣政府成立）      | 比爾縣                                                       | 艾薩·米切爾 （1795－1865）和埃利·米切爾兄弟 （1797－1870），德克薩斯共和國定居者及德克薩斯革命士兵 | 8,943               | 910平方英里 （2,357平方公里）    | 標示出米切爾縣位置的地圖       |
| 蒙塔古縣       | 337      | 蒙塔古         | 1857年12月24日（設立） 1858年8月2日（縣政府成立）       | 庫克縣                                                       | 丹尼爾·蒙塔古 （1798－1876），德克薩斯州參議院議員及早期測量員 | 21,063              | 931平方英里 （2,411平方公里）    | 標示出蒙塔古縣位置的地圖       |
| 蒙哥馬利縣     | 339      | 康羅           | 1837年12月14日                                          | 華盛頓縣                                                     | 德克薩斯州的蒙哥馬利，德克薩斯州城市得名自阿拉巴馬州的蒙哥馬利，而阿拉巴馬州城市得名自萊穆爾·珀內爾·蒙哥馬利 （1786－1814）                                                                                         | 678,940             | 1,044平方英里 （2,704平方公里）  | 標示出蒙哥馬利縣位置的地圖     |
| 穆爾縣         | 341      | 杜馬斯         | 1876年11月19日（設立） 1892年7月5日（縣政府成立）       | 比爾縣                                                       | 埃德溫·沃德·穆爾 （1810－1865），德克薩斯州海軍準將 | 20,996              | 900平方英里 （2,331平方公里）    | 標示出穆爾縣位置的地圖         |
| 摩里斯縣       | 343      | 登傑菲爾德     | 1875年3月13日（設立） 1875年5月12日（縣政府成立）       | 泰特斯縣                                                     | 威廉·賴特·摩里斯 （1805－1883），德克薩斯州立法機構成員及樹木種植者 | 12,083              | 254平方英里 （658平方公里）      | 標示出摩里斯縣位置的地圖       |
| 莫特利縣       | 345      | 馬塔多         | 1876年11月19日（設立） 1891年2月5日（縣政府成立）       | 比爾縣                                                       | 朱尼厄斯·威廉·莫特利 （1812－1836），德克薩斯獨立宣言的簽署者之一，於圣哈辛托战役中陣亡 | 1,032               | 989平方英里 （2,561平方公里）    | 標示出莫特利縣位置的地圖       |
| 納科多奇斯縣   | 347      | 納科多奇斯     | 1836年3月17日                                           | 德克薩斯共和國最初建立的二十三個縣之一                       | 縣治納科多奇斯，而縣治得名自納科多奇斯人，美國原住民的一支 | 64,862              | 947平方英里 （2,453平方公里）    | 標示出納科多奇斯縣位置的地圖   |
| 納瓦羅縣       | 349      | 科西卡納       | 1846年4月25日（設立） 1846年7月13日（縣政府成立）       | 羅伯森縣                                                     | 何塞·安東尼奧·納瓦羅 （1795－1871），帶領德哈諾人參與德克薩斯革命的領袖及德克薩斯獨立宣言的簽署者之一 | 54,636              | 1,071平方英里 （2,774平方公里）  | 標示出納瓦羅縣位置的地圖       |
| 牛頓縣         | 351      | 牛頓           | 1846年4月22日（設立） 1846年7月13日（縣政府成立）       | 傑斯帕縣                                                     | 約翰·牛頓準將 （1755－1780），美國獨立戰爭英雄 | 12,052              | 933平方英里 （2,416平方公里）    | 標示出牛頓縣位置的地圖         |
| 諾蘭縣         | 353      | 斯威特沃特     | 1876年11月19日（設立） 1886年4月20日（縣政府成立）      | 比爾縣                                                       | 菲利普·諾蘭 （1771－1801），在探索德克薩斯州時被西班牙軍隊殺害的一名野馬 | 14,473              | 912平方英里 （2,362平方公里）    | 標示出諾蘭縣位置的地圖         |
| 努埃塞斯縣     | 355      | 科珀斯克里斯蒂 | 1846年4月18日（設立） 1847年，日期不詳（縣政府成立）    | 聖帕特里西奧縣                                               | 位於州內的努埃塞斯河（「Nueces」是「堅果」的西班牙語） | 351,674             | 836平方英里 （2,165平方公里）    | 標示出努埃塞斯縣位置的地圖     |
| 奧希爾特里縣   | 357      | 佩里頓         | 1876年11月19日（設立） 1889年2月21日（縣政府成立）      | 比爾縣                                                       | 威廉·貝克·奧柴爾特里 （1811－1867），德克薩斯州共和國財政部長及德克薩斯州立法機構成員 | 9,606               | 918平方英里 （2,378平方公里）    | 標示出奧希爾特里縣位置的地圖   |
| 奧爾德姆縣     | 359      | 維加           | 1876年11月19日（設立） 1881年6月12日（縣政府成立）      | 比爾縣                                                       | 老威廉·辛普森·奧爾德姆 （1813－1868），來自德克薩斯州的美利堅聯盟國參議院議員 （1862－1865） | 1,752               | 1,501平方英里 （3,888平方公里）  | 標示出奧爾德姆縣位置的地圖     |
| 橙縣           | 361      | 奧蘭治         | 1852年2月5日（設立） 1852年3月20日（縣政府成立）        | 傑佛遜縣                                                     | 位於沙賓河河口由早期定居者建立的橙種植園 | 84,934              | 356平方英里 （922平方公里）      | 標示出橙縣位置的地圖           |
| 帕洛平托縣     | 363      | 帕洛平托       | 1856年8月26日（設立） 1857年5月13日（縣政府成立）       | 博斯基縣和納瓦羅縣                                           | 位於州內的帕洛平托（「Palo Pinto」是「畫棒」的西班牙語） | 29,239              | 953平方英里 （2,468平方公里）    | 標示出帕洛平托縣位置的地圖     |
| 帕諾拉縣       | 365      | 迦太基         | 1846年5月30日（設立） 1846年7月18日（縣政府成立）       | 哈里森縣和謝爾比縣                                           | 棉花的美國原住民語 | 22,677              | 801平方英里 （2,075平方公里）    | 標示出帕諾拉縣位置的地圖       |
| 帕克縣         | 367      | 韋瑟福德       | 1855年12月12日（設立） 1856年3月1日（縣政府成立）       | 博斯基縣和納瓦羅縣                                           | 艾薩克·帕克 （1793－1883），德克薩斯共和國和德克薩斯州立法機構成員 | 165,834             | 904平方英里 （2,341平方公里）    | 標示出帕克縣位置的地圖         |
| 帕默縣         | 369      | 法威爾         | 1876年11月19日（設立） 1907年5月7日（縣政府成立）       | 比爾縣                                                       | 馬丁·帕默 （1778－1850），德克薩斯共和國法官、立法機構成員及德克薩斯獨立宣言的簽署者之一 | 9,620               | 882平方英里 （2,284平方公里）    | 標示出帕默縣位置的地圖         |
| 貝可斯縣       | 371      | 斯托克頓堡     | 1871年5月8日（設立） 1875年3月9日（縣政府成立）         | 普雷西迪奧縣                                                 | 流經德克薩斯州和新墨西哥州的佩科斯河，該河得名自佩科斯國家歷史公園，該公園的名稱來源不詳 | 14,735              | 4,764平方英里 （12,339平方公里） | 標示出{{{Name}}}位置的地圖     |
| 波爾克縣       | 373      | 利文斯頓       | 1846年3月30日（設立） 1846年7月10日（縣政府成立）       | 利柏提縣                                                     | 詹姆斯·诺克斯·波尔克 （1795－1849），美国第十一任总统 （1845－1849） | 53,255              | 1,057平方英里 （2,738平方公里）  | 標示出波爾克縣位置的地圖       |
| 波特縣         | 375      | 阿馬里洛       | 1876年11月19日（設立） 1887年8月30日（縣政府成立）      | 比爾縣                                                       | 羅伯特·波特 （1800－1842），德克薩斯共和國海軍部長及德克薩斯獨立宣言的簽署者之一 | 115,645             | 909平方英里 （2,354平方公里）    | 標示出波特縣位置的地圖         |
| 普雷西迪奧縣   | 377      | 馬爾法         | 1850年1月3日（設立） 1875年，日期不詳（縣政府成立）     | 圣菲县                                                       | 北方堡，一座位於格蘭德河以南的十八世紀時期的堡壘及西班牙人的聚居地 | 5,939               | 3,856平方英里 （9,987平方公里）  | 標示出普雷西迪奧縣位置的地圖   |
| 雷恩斯縣       | 379      | 埃默里         | 1870年6月9日（設立） 1870年12月1日（縣政府成立）        | 霍普金斯縣、亨特縣和伍德縣                                   | 埃莫里·雷恩斯 （1800－1878），德克薩斯州參議院議員及居住於當地的測量員 | 12,823              | 232平方英里 （601平方公里）      | 標示出雷恩斯縣位置的地圖       |
| 蘭德爾縣       | 381      | 坎寧           | 1876年11月19日（設立） 1889年，日期不詳（縣政府成立）   | 比爾縣                                                       | 霍雷斯·蘭德爾 （1833－1864），美利堅聯盟國準將，於南北戰爭中陣亡 | 146,140             | 914平方英里 （2,367平方公里）    | 標示出蘭德爾縣位置的地圖       |
| 里根縣         | 383      | 比格萊克       | 1903年3月7日（設立） 1903年4月20日（縣政府成立）        | 湯格林縣                                                     | 約翰·亨寧格·里根 （1818－1905），美利堅聯盟國郵政部長 （1861－1865）、來自德克薩斯州的美國參議院議員 （1887－1891）及美國眾議院議員 （1857－1861、1875－1887）                                                      | 3,135               | 1,175平方英里 （3,043平方公里）  | 標示出里根縣位置的地圖         |
| 雷亞爾縣       | 385      | 利基           | 1913年4月3日（設立） 1913年4月29日（縣政府成立）        | 班德拉縣、愛德華茲縣和克爾縣                                 | 儒略·雷亞爾，德克薩斯州牧場主人及州內參議院議員 | 2,840               | 700平方英里 （1,813平方公里）    | 標示出雷亞爾縣位置的地圖       |
| 紅河縣         | 387      | 克拉克斯維爾   | 1836年3月17日                                           | 德克薩斯共和國最初建立的二十三個縣之一                       | 形成德克薩斯州和奧克拉荷馬州邊界的紅河（密西西比河的支流） | 11,542              | 1,050平方英里 （2,719平方公里）  | 標示出紅河縣位置的地圖         |
| 里夫斯縣       | 389      | 貝可斯         | 1883年4月14日（設立） 1884年11月4日（縣政府成立）       | 貝可斯縣                                                     | 喬治·羅伯森·里夫斯 （1826－1882），德克薩斯州眾議院議員及南北戰爭時期美利堅聯盟國中將 | 12,905              | 2,636平方英里 （6,827平方公里）  | 標示出{{{Name}}}位置的地圖     |
| 里菲吉奧縣     | 391      | 里菲吉奧       | 1836年3月17日                                           | 德克薩斯共和國最初建立的二十三個縣之一                       | 縣治里菲吉奧，得名自西班牙人探險任務 「里夫吉奧的避難夫人」 | 6,632               | 770平方英里 （1,994平方公里）    | 標示出里菲吉奧縣位置的地圖     |
| 羅伯茨縣       | 393      | 邁阿密         | 1876年11月19日（設立） 1889年，日期不詳（縣政府成立）   | 比爾縣                                                       | 約翰·S·羅伯茨 （1795－1871），德克薩斯獨立宣言的簽署者之一及他的弟弟奧蘭·米洛·羅伯茨 （1815－1898）德克薩斯共和國司法部長 （1844－1845）及第十七任德克薩斯州州長 （1879－1883）                                     | 803                 | 924平方英里 （2,393平方公里）    | 標示出羅伯茨縣位置的地圖       |
| 羅伯森縣       | 395      | 富蘭克林       | 1837年12月14日（設立） 1838年3月1日（縣政府成立）       | 比爾縣、米拉姆縣和納科多奇斯縣                               | 斯特靈·克拉克·羅伯森 （1785－1842），墨屬德克薩斯州時期的商人 | 17,153              | 855平方英里 （2,214平方公里）    | 標示出羅伯森縣位置的地圖       |
| 羅克沃爾縣     | 397      | 羅克沃爾       | 1873年3月1日（設立） 1873年4月23日（縣政府成立）        | 考夫曼縣                                                     | 縣治羅克沃爾，而縣治得名自當地的定居者發現的一道水下石牆 | 123,208             | 149平方英里 （386平方公里）      | 標示出羅克沃爾縣位置的地圖     |
| 蘭納爾斯縣     | 399      | 巴靈傑         | 1858年2月1日（設立） 1880年2月21日（縣政府成立）        | 比爾縣和特拉維斯縣                                           | 海勒姆·魯內爾斯 （1796－1857），第九任密西西比州州長 （1833－1855）及樹木種植者 | 9,859               | 1,054平方英里 （2,730平方公里）  | 標示出{{{Name}}}位置的地圖     |
| 臘斯克縣       | 401      | 亨德森         | 1843年1月16日（設立） 1843年9月23日（縣政府成立）       | 納科多奇斯縣                                                 | 湯瑪士·傑佛森·羅斯克 （1803－1857），來自南卡羅萊納州的德克薩斯革命上將 | 53,333              | 924平方英里 （2,393平方公里）    | 標示出臘斯克縣位置的地圖       |
| 沙賓縣         | 403      | 亨菲爾         | 1836年3月17日                                           | 德克薩斯共和國最初建立的二十三個縣之一                       | 形成德克薩斯州和路易斯安那州部份邊界的沙賓河（「Sabina」是「柏樹」的西班牙語） | 10,048              | 490平方英里 （1,269平方公里）    | 標示出沙賓縣位置的地圖         |
| 聖奧古斯丁縣   | 405      | 聖奧古斯丁     | 1836年3月17日                                           | 德克薩斯共和國最初建立的二十三個縣之一                       | 希波的奥古斯丁 （354－430），罗马帝国末期北非的柏柏尔人，早期西方基督教的神学家、哲学家，曾任大公教会在阿尔及利亚城市安纳巴的前身希波（Hippo Regius）的主教。                                                                   | 7,857               | 528平方英里 （1,368平方公里）    | 標示出聖奧古斯丁縣位置的地圖   |
| 聖哈辛托縣     | 407      | 科爾德斯普林   | 1869年1月5日（設立） 1870年12月1日（縣政府成立）        | 利柏提縣、蒙哥馬利縣、波爾克和沃克縣                         | 促使德克薩斯革命成功從墨西哥手中獨立的圣哈辛托战役 | 28,348              | 571平方英里 （1,479平方公里）    | 標示出聖哈辛托縣位置的地圖     |
| 聖帕特里西奧縣 | 409      | 辛頓           | 1836年3月17日                                           | 德克薩斯共和國最初建立的二十三個縣之一                       | 前縣治聖帕特里西奧，得名自聖博德 （386－461），由來自愛爾蘭的定居者命名 | 69,954              | 692平方英里 （1,792平方公里）    | 標示出聖帕特里西奧縣位置的地圖 |
| 聖薩巴縣       | 411      | 圣萨巴         | 1856年2月1日（設立） 1856年7月19日（縣政府成立）        | 比爾縣                                                       | 位於州內聖薩巴河，該河因在一次聖薩巴 （439－532）的天主教會羅馬天主教聖人曆活動被發現中而得名 | 5,824               | 1,134平方英里 （2,937平方公里）  | 標示出聖薩巴縣位置的地圖       |
| 施萊謝爾縣     | 413      | 埃爾多拉多     | 1887年4月1日（設立） 1901年，日期不詳（縣政府成立）     | 克羅基特縣                                                   | 古斯塔夫·施萊謝爾 （1823－1879），工程師及來自德克薩斯州的美國眾議院議員 （1875－1879） | 2,537               | 1,311平方英里 （3,395平方公里）  | 標示出施萊謝爾縣位置的地圖     |
| 斯庫瑞縣       | 415      | 斯奈德         | 1876年11月19日（設立） 1884年6月28日（縣政府成立）      | 比爾縣                                                       | 威廉·瑞德·史柯瑞 （1821－1864），德克薩斯州立法機構成員及美利堅聯盟國上將，於南北戰爭中陣亡 | 16,686              | 903平方英里 （2,339平方公里）    | 標示出斯庫瑞縣位置的地圖       |
| 沙克爾福德縣   | 417      | 奧爾巴尼       | 1858年2月1日（設立） 1874年10月12日（縣政府成立）       | 博斯基縣                                                     | 傑克·沙克爾福德 （1790－1857），一位曾參與德克薩斯革命的醫生 | 3,186               | 914平方英里 （2,367平方公里）    | 標示出沙克爾福德縣位置的地圖   |
| 謝爾比縣       | 419      | 森特           | 1836年3月17日                                           | 德克薩斯共和國最初建立的二十三個縣之一                       | 艾萨克·谢尔比 （1750－1826），美國獨立戰爭及1812年战争士兵；第一及第五任肯塔基州州長 （1792－1796，1812－1816） | 24,008              | 794平方英里 （2,056平方公里）    | 標示出謝爾比縣位置的地圖       |
| 謝爾曼縣       | 421      | 斯特拉特福德   | 1876年11月19日（設立） 1889年，日期不詳（縣政府成立）   | 比爾縣                                                       | 西德尼·謝爾曼 （1805－1873），一位曾參與德克薩斯革命的軍人 | 2,799               | 92平方英里 （238平方公里）       | 標示出謝爾曼縣位置的地圖       |
| 史密斯縣       | 423      | 泰勒           | 1846年4月11日（設立） 1846年8月8日（縣政府成立）        | 納科多奇斯縣                                                 | 詹姆斯·史密斯 （1792－1855），一位曾參與德克薩斯革命的上將 | 241,922             | 928平方英里 （2,404平方公里）    | 標示出史密斯縣位置的地圖       |
| 索莫威爾縣     | 425      | 格伦罗斯       | 1875年3月13日（設立） 1875年，日期不詳（縣政府成立）    | 胡德縣                                                       | 亞歷山大·索默威爾 （1796－1854），一位曾參與德克薩斯革命的軍人及索默威爾探索行動的領導人 | 9,757               | 187平方英里 （484平方公里）      | 標示出索莫威爾縣位置的地圖     |
| 斯塔爾縣       | 427      | 里奧格蘭德城   | 1848年2月10日（設立） 1847年8月7日（縣政府成立）        | 努埃塞斯縣                                                   | 詹姆斯·哈波·史塔爾 （1809－1890），德克薩斯共和國及美利堅聯盟國財政部長 | 65,728              | 1,223平方英里 （3,168平方公里）  | 標示出斯塔爾縣位置的地圖       |
| 斯蒂芬斯縣     | 429      | 布雷肯里奇     | 1858年1月22日（設立） 1876年，日期不詳（縣政府成立）    | 博斯基縣                                                     | 亞歷山大·斯蒂芬斯 （1812－1883），美國眾議院議員、喬治亞州第五十任州長 （1882－1883）及唯一一位美利堅聯盟國副總統 （1861－1865）                                                                                    | 9,390               | 895平方英里 （2,318平方公里）    | 標示出斯蒂芬斯縣位置的地圖     |
| 斯特靈縣       | 431      | 斯特靈城       | 1891年3月4日（設立） 1891年5月20日（縣政府成立）        | 湯格林縣                                                     | W·S·斯特靈 （？－1881），德克薩斯州早期牧場主人、美洲野牛獵人及與美國原住民戰鬥者 | 1,417               | 923平方英里 （2,391平方公里）    | 標示出斯特靈縣位置的地圖       |
| 斯通沃爾縣     | 433      | 阿斯珀蒙特     | 1876年11月19日（設立） 1888年12月20日（縣政府成立）     | 比爾縣                                                       | 石牆傑克森 （1824－1863），著名美利堅聯盟國上將，於南北戰爭中陣亡 | 1,182               | 919平方英里 （2,380平方公里）    | 標示出斯通沃爾縣位置的地圖     |
| 薩頓縣         | 435      | 索諾拉         | 1887年4月1日（設立） 1890年11月4日（縣政府成立）        | 克羅基特縣                                                   | 約翰·斯凱勒·薩頓 （1821－1862），德州騎警司成員及一位曾參與德克薩斯革命和美墨戰爭的軍人 | 3,217               | 1,454平方英里 （3,766平方公里）  | 標示出薩頓縣位置的地圖         |
| 斯威舍縣       | 437      | 圖利亞         | 1876年11月19日（設立） 1890年7月17日（縣政府成立）      | 比爾縣                                                       | 詹姆斯·吉布森·斯威舍 （1794－1862），一位曾參與德克薩斯革命的軍人 | 6,881               | 900平方英里 （2,331平方公里）    | 標示出{{{Name}}}位置的地圖     |
| 塔兰特县       | 439      | 沃斯堡         | 1849年12月20日（設立） 1850年8月5日（縣政府成立）       | 納瓦羅縣                                                     | 愛德華·H·塔朗特 （1799－1858），一位曾參與德克薩斯革命的上將，因遣送州內的美國原住民到此縣而知名 | 2,154,595           | 864平方英里 （2,238平方公里）    | 標示出{{{Name}}}位置的地圖     |
| 泰勒縣         | 441      | 阿比林         | 1858年2月1日（設立） 1858年7月3日（縣政府成立）         | 比爾縣和特拉維斯縣                                           | 愛德華·泰勒 （1812－1836）、詹姆斯·泰勒 （1814－1836）和喬治·泰勒 （1816－1836）三兄弟，德克薩斯共和國軍人，於阿拉摩之戰中陣亡                                                                                      | 145,163             | 916平方英里 （2,372平方公里）    | 標示出{{{Name}}}位置的地圖     |
| 特勒爾縣       | 443      | 桑德森         | 1905年7月14日（設立） 1905年7月27日（縣政府成立）       | 貝可斯縣                                                     | 亞歷山大·沃特金斯·特勒爾 （1827－1912），德克薩斯州律師、法官、州內立法機構成員及南北戰爭時期美利堅聯盟國骑兵 | 693                 | 2,358平方英里 （6,107平方公里）  | 標示出特勒爾縣位置的地圖       |
| 特里縣         | 445      | 布朗菲爾德     | 1876年11月19日（設立） 1904年6月28日（縣政府成立）      | 比爾縣                                                       | 本傑明·富蘭克林·特里 （1821－1861），部份德州騎警司成員的領導人及美利堅聯盟國中將，於南北戰爭中陣亡 | 11,567              | 890平方英里 （2,305平方公里）    | 標示出{{{Name}}}位置的地圖     |
| 斯羅克莫頓縣   | 447      | 斯羅克莫頓     | 1858年1月13日（設立） 1879年3月18日（縣政府成立）       | 範寧縣                                                       | 威廉·愛德華·斯羅克莫頓 （1795－1843），科林縣的定居者 | 1,550               | 912平方英里 （2,362平方公里）    | 標示出斯羅克莫頓縣位置的地圖   |
| 泰特斯縣       | 449      | 芒特普萊森特   | 1846年4月11日（設立） 1846年7月13日（縣政府成立）       | 鮑伊縣                                                       | 安德魯·傑克遜·泰特斯 （1814－1855），德克薩斯州立法機構成員及樹木種植者 | 31,208              | 411平方英里 （1,064平方公里）    | 標示出泰特斯縣位置的地圖       |
| 湯格林縣       | 451      | 聖安吉洛       | 1874年3月13日（設立） 1891年5月20日（縣政府成立）       | 比爾縣                                                       | 湯瑪斯·格林 （1814－1864），美利堅聯盟國準將，於南北戰爭中陣亡 | 118,892             | 1,522平方英里 （3,942平方公里）  | 標示出湯格林縣位置的地圖       |
| 特拉維斯縣     | 453      | 奧斯汀         | 1840年1月25日（設立） 1840年，日期不詳（縣政府成立）    | 巴斯特羅普縣                                                 | 威廉·巴雷特·特拉維斯 （1809－1836），於德克薩斯革命阿拉摩之戰中擔任司令官的中校 | 1,326,436           | 989平方英里 （2,561平方公里）    | 標示出特拉維斯縣位置的地圖     |
| 三一縣         | 455      | 格羅夫頓       | 1850年2月11日（設立） 1850年4月1日（縣政府成立）        | 休斯敦縣                                                     | 位於州內的三一河，得名自基督教神學術語「三位一體」 | 13,996              | 693平方英里 （1,795平方公里）    | 標示出三一縣位置的地圖         |
| 泰勒縣         | 457      | 伍德維爾       | 1846年4月3日（設立） 1846年7月13日（縣政府成立）        | 利柏提縣                                                     | 约翰·泰勒 （1781－1862），第十任美國總統 （1841－1845）， | 20,030              | 923平方英里 （2,391平方公里）    | 標示出{{{Name}}}位置的地圖     |
| 厄普舍縣       | 459      | 吉爾默         | 1846年4月27日（設立） 1846年7月13日（縣政府成立）       | 哈里森縣                                                     | 埃布爾·帕克·厄普舍 （1790－1844），第十五任美國國務卿 （1843－1844）， | 42,488              | 588平方英里 （1,523平方公里）    | 標示出厄普舍縣位置的地圖       |
| 阿普頓縣       | 461      | 蘭金           | 1887年2月26日（設立） 1910年5月7日（縣政府成立）        | 湯格林縣                                                     | 約翰·C·阿普頓 （1828－1862），和威廉·F·阿普頓兄弟 （1832－1887），美利堅聯盟國中校，其中約翰於南北戰爭中陣亡 | 3,152               | 1,242平方英里 （3,217平方公里）  | 標示出阿普頓縣位置的地圖       |
| 尤瓦爾迪縣     | 463      | 尤瓦尔迪       | 1850年2月8日（設立） 1856年4月21日（縣政府成立）        | 比爾縣                                                       | 尤加爾迪峽谷（Cañón de Ugalde），該峽谷因該地中胡安·德·尤加爾迪 （1729－1816）曾在與超過300位阿帕契人的搏鬥中勝利而得名                                                                                             | 24,940              | 1,557平方英里 （4,033平方公里）  | 標示出尤瓦爾迪縣位置的地圖     |
| 巴爾韋德縣     | 465      | 德爾里奧       | 1885年3月24日（設立） 1885年5月2日（縣政府成立）        | 克羅基特縣、金尼縣和貝可斯縣                                 | 南北戰爭一部份的巴爾韋德戰爭（「Val Verde」是「綠色的山谷」的西班牙語） | 47,646              | 3,171平方英里 （8,213平方公里）  | 標示出巴爾韋德縣位置的地圖     |
| 范贊德縣       | 467      | 坎頓           | 1848年3月20日（設立） 1848年2月7日（縣政府成立）        | 亨德森縣                                                     | 艾薩克·范·贊特 （1813－1847），德克薩斯州眾議院議員、律師及外交官 | 62,859              | 849平方英里 （2,199平方公里）    | 標示出范贊德縣位置的地圖       |
| 維多利亞縣     | 469      | 維多利亞       | 1836年3月17日                                           | 德克薩斯共和國最初建立的二十三個縣之一                       | 縣治維多利亞，得名自瓜达卢佩·维多利亚 （1786－1843），第一任（即墨西哥從西班牙手中獨立後）墨西哥首領 （1824－1829）                                                                                                 | 91,065              | 883平方英里 （2,287平方公里）    | 標示出維多利亞縣位置的地圖     |
| 沃克縣         | 471      | 亨茨維爾       | 1846年4月6日（設立） 1846年7月27日（縣政府成立）        | 蒙哥馬利縣                                                   | 薩繆爾·漢密爾頓·沃克 （1817－1847），一位德州騎警司成員及於美墨戰爭中陣亡的上尉 | 78,870              | 788平方英里 （2,041平方公里）    | 標示出沃克縣位置的地圖         |
| 沃勒縣         | 473      | 亨普斯特德     | 1873年5月7日（設立） 1873年8月16日（縣政府成立）        | 奧斯汀縣和格賴姆斯縣                                         | 埃德溫·沃勒 （1800－1881），德克薩斯獨立宣言的簽署者之一及第一任奧斯汀市長 （1840） | 61,894              | 514平方英里 （1,331平方公里）    | 標示出沃勒縣位置的地圖         |
| 沃德縣         | 475      | 莫納漢斯       | 1887年2月26日（設立） 1882年5月29日（縣政府成立）       | 湯格林縣                                                     | 湯瑪斯·威廉·沃德 （1807－1872），德克薩斯州土地總局局長及第二、十和十九任奧斯汀市長 （1840－1841、1853、1865） | 10,964              | 836平方英里 （2,165平方公里）    | 標示出沃德縣位置的地圖         |
| 華盛頓縣       | 477      | 布倫納姆       | 1836年3月17日                                           | 德克薩斯共和國最初建立的二十三個縣之一                       | 乔治·华盛顿 （1732－1799），第一任美國總統 （1789－1797） | 36,159              | 609平方英里 （1,577平方公里）    | 標示出華盛頓縣位置的地圖       |
| 韋布縣         | 479      | 拉雷多         | 1848年1月28日（設立） 1848年3月16日（縣政府成立）       | 努埃塞斯縣                                                   | 詹姆斯·韋布 （1792－1856）德克薩斯共和國財政部長及內政部長 | 267,780             | 3,357平方英里 （8,695平方公里）  | 標示出韋布縣位置的地圖         |
| 霍頓縣         | 481      | 霍頓           | 1846年4月3日（設立） 1846年7月13日（縣政府成立）        | 科羅拉多縣、傑克遜縣和馬塔哥達縣                             | 威廉·哈里斯·霍頓 （1802－1839）及約翰·奧斯汀·霍頓 （1828－1865）父子，父親為德克薩斯共和國參議院議員 （1836－1839），兒子為美利堅聯盟國上將，於南北戰爭中陣亡                                                       | 41,824              | 1,090平方英里 （2,823平方公里）  | 標示出霍頓縣位置的地圖         |
| 惠勒縣         | 483      | 惠勒           | 1876                                                    | 比爾縣                                                       | 羅耶·泰勒·惠勒 （1810－1864），德克薩斯州最高法院第二法官 | 4,807               | 914平方英里 （2,367平方公里）    | 標示出惠勒縣位置的地圖         |
| 威奇托縣       | 485      | 威奇托福爾斯   | 1876年11月19日（設立） 1879年4月12日（縣政府成立）      | 庫克遜                                                       | 威奇托族，美國原住民的一支 | 1,129,978           | 628平方英里 （1,627平方公里）    | 標示出威奇托縣位置的地圖       |
| 威爾巴格縣     | 487      | 弗農           | 1858年2月11日（設立） 1881年10月10日（縣政府成立）      | 比爾縣                                                       | 約西亞·普·維爾巴格 （1801－1845）及馬西亞斯·威爾巴格 （1807－1853）兄弟，德克薩斯州早期定居者；當中約西亞於1833年被美國原住民擊敗後，他的故事被改編為神話                                                           | 12,491              | 971平方英里 （2,515平方公里）    | 標示出威爾巴格縣位置的地圖     |
| 威拉西縣       | 489      | 雷蒙德維爾     | 1911年3月11日（設立） 1912年，日期不詳（縣政府成立）    | 卡梅倫縣和伊達爾戈縣                                         | 約翰·G·威拉西 （1859－1943），因他提出建立此縣而成為此縣名稱的由來 | 20,143              | 597平方英里 （1,546平方公里）    | 標示出{{{Name}}}位置的地圖     |
| 威廉森縣       | 491      | 喬治敦         | 1848年3月13日（設立） 1848年8月7日（縣政府成立）        | 米拉姆縣                                                     | 羅伯特·麥卡爾平·威廉森 （1804－1859），圣哈辛托战役的領導人之一 | 671,418             | 1,124平方英里 （2,911平方公里）  | 標示出威廉森縣位置的地圖       |
| 威爾遜縣       | 493      | 弗洛爾斯維爾   | 1860年2月13日（設立） 1860年8月1日（縣政府成立）        | 比爾縣、瓜達盧普縣和卡恩斯縣                                 | 詹姆斯·查爾斯·威爾遜 （1816－1861），來自英國的定居者及德克薩斯州參議院議員 （1851－1853） | 52,735              | 807平方英里 （2,090平方公里）    | 標示出威爾遜縣位置的地圖       |
| 溫克勒縣       | 495      | 克爾米特       | 1887年2月26日（設立） 1910年4月5日（縣政府成立）        | 湯格林縣                                                     | 克林頓·麥卡米·溫克勒，德克薩斯州眾議院議員、上訴法院法官及南北戰爭時期美利堅聯盟國中將 | 7,306               | 841平方英里 （2,178平方公里）    | 標示出溫克勒縣位置的地圖       |
| 懷斯縣         | 497      | 第開特         | 1856年1月23日（設立） 1856年5月5日（縣政府成立）        | 庫克縣                                                       | 亨利·亞歷山大·懷斯 （1806－1876），來自維吉尼亞州的美國眾議院議員 （1843－1844）、第三十八任維珍尼亞州州長 （1856－1860）及德克薩斯州併入美國法案的支持者                                                           | 74,985              | 905平方英里 （2,344平方公里）    | 標示出懷斯縣位置的地圖         |
| 伍德縣         | 499      | 奎特曼         | 1850年2月5日（設立） 1850年8月5日（縣政府成立）         | 范贊德縣                                                     | 喬治·泰勒·伍德 （1795－1858），第二任德克薩斯州州長 （1847－1849） | 46,857              | 650平方英里 （1,683平方公里）    | 標示出伍德縣位置的地圖         |
| 約克姆縣       | 501      | 普萊恩斯       | 1876年11月19日（設立） 1907年，日期不詳（縣政府成立）   | 比爾縣                                                       | 亨德森·金·約基姆 （1810－1856），德克薩斯州歷史學家、律師及軍人 | 7,451               | 800平方英里 （2,072平方公里）    | 標示出約克姆縣位置的地圖       |
| 揚縣           | 503      | 格雷厄姆       | 1856年2月12日（設立） 1856年2月12日（縣政府成立）       | 博斯基縣和範寧縣                                             | 威廉·科克·揚 （1812－1862），德克薩斯州早期定居者、律師、縣治安官、美国法警及美利堅聯盟國中將，於南北戰爭中陣亡 | 17,962              | 922平方英里 （2,388平方公里）    | 標示出揚縣位置的地圖           |
| 薩帕塔縣       | 505      | 薩帕塔         | 1858年1月22日（設立） 1858年4月26日（縣政府成立）       | 斯塔爾縣和韋布縣                                             | 荷西·安東尼奧·薩帕塔中將 （1762－1837），當地的牧場主人及里奧格蘭德共和國的奠基者 | 13,849              | 997平方英里 （2,582平方公里）    | 標示出薩帕塔縣位置的地圖       |
| 札瓦拉縣       | 507      | 克里斯特爾城   | 1858年2月1日（設立） 1884年2月25日（縣政府成立）        | 馬弗里克縣                                                   | 羅倫薩·德·薩瓦拉 （1788－1836），德克薩斯獨立宣言的簽署者之一及第一任德克萨斯共和国副總統 （1836） | 9,377               | 1,299平方英里 （3,364平方公里）  | 標示出札瓦拉縣位置的地圖       |

## 已撤銷的縣份
在法律上，德克薩斯州至少有32個縣已經被撤銷。這些縣大致分為五類：被德克薩斯州最高法院宣佈違反德克薩斯州憲法而遭到廢除的縣、1868－69年度制憲會議中制訂但從未被法律承認的縣、從未組織縣政府或在組織期間遭到法律上的廢除的縣、不再被承認為州內一部份的縣及更名的縣。
| 縣名                         | 建立時間       | 消失時間       | 歷史及備註 |
| ---------------------------- | -------------- | -------------- | --- |
| 貝維爾市镇                   | 1834年         | 1835年12月3日  | 1834年劃分自利柏提市镇，1835年更名為傑斯帕市镇。 |
| 布坎南縣                     | 1858年1月22日  | 1861年12月17日 | 1858年劃分自揚縣，1861年更名為斯蒂芬斯縣。 |
| 比歇爾縣                     | 1887年3月15日  | 1897年4月21日  | 1887年劃分自普雷西迪奧縣，1897年被合併成為布魯斯德縣的一部份。 |
| 伯利森縣                     | 1842年1月15日  | 1842年6月27日  | 1842年劃分自米拉姆縣，同年被德克薩斯州最高法院宣佈違反德克薩斯州憲法而遭到廢除。（現今的伯利森縣於1846年成立，與已撤銷的伯利森縣毫無關係。）                                                                               |
| 伯尼特縣                     | 1841年1月30日  | 1842年6月27日  | 1841年劃分自休斯敦縣，1842年被德克薩斯州最高法院宣佈違反德克薩斯州憲法而遭到廢除。（現今的伯尼特縣於1852年成立，與已撤銷的伯尼特縣毫無關係。）                                                                             |
| 西布洛縣                     | 1869年1月19日  | 不適用         | 在1869年的制憲會議中曾提議將瓜達盧佩縣的一部份割讓予威爾遜縣，並且將威爾遜縣更名為西布洛縣，但此議案從未在法律上受到接納及承認。                                                                                           |
| 哥倫比亞縣                   | 1834年         | 1835年11月12日 | 1834年布拉佐里亞縣曾更名為哥倫比亞縣，翌年又改回原稱。 |
| 戴維斯縣                     | 1861年12月17日 | 1871年5月23日  | 1861年卡斯縣曾更名為哥倫比亞縣，1871年又改回原稱。 |
| 道生縣                       | 1858年2月1日   | 1866年10月5日  | 1858年劃分自金尼縣和尤瓦爾迪縣，1866年又被金尼縣和尤瓦爾迪縣瓜分。（現今的道生縣於1876年成立，與已撤銷的道生縣毫無關係。）                                                                                                 |
| 德威特縣                     | 1842年2月2日   | 1842年6月27日  | 1842年劃分自岡薩雷斯縣和維多利亞縣，同年被德克薩斯州最高法院宣佈違反德克薩斯州憲法而遭到廢除。（現今的德威特縣於1846年成立，與已撤銷的伯利森縣毫無關係。）                                                                 |
| 鄧恩縣                       | 1813年8月21日  | 不適用         | 在1913年的制憲會議中曾提議將杜瓦爾縣的一部份劃分為鄧恩縣，並且將威爾遜縣更名為西布洛縣，但此議案從未在法律上受到接納及承認。                                                                                               |
| 恩西納爾縣                   | 1858年2月1日   | 1899年3月12日  | 1858年劃分自努埃塞斯縣和韋布縣，1899年被合併成為韋布縣的一部份。 |
| 福利縣                       | 1887年3月15日  | 1897年4月21日  | 1887年劃分自普雷西迪奧縣，1897年被合併成為布魯斯德縣的一部份。 |
| 格里爾縣                     | 1860年2月8日   | 1896年3月16日  | 1860年該地被美国最高法院裁定為德克薩斯州的一部份，但又於1896年的美国最高法院判例报告中被劃分為奧克拉荷馬州的一部份。 |
| 瓜達盧佩縣                   | 1842年1月29日  | 1842年6月27日  | 1842年劃分自比爾縣、岡薩雷斯縣和特拉維斯縣，同年被德克薩斯州最高法院宣佈違反德克薩斯州憲法而遭到廢除。（現今的瓜達盧佩縣於1846年成立，與已撤銷的瓜達盧佩縣毫無關係。）                                                     |
| 哈里斯堡縣                   | 1836年1月1日   | 1839年12月28日 | 1836年劃分自奧斯汀市镇和利柏提市镇，1839年更名為哈里斯縣。 |
| 漢密爾頓縣                   | 1842年2月2日   | 1842年6月27日  | 1842年劃分自休斯敦縣和蒙哥馬利縣，同年被德克薩斯州最高法院宣佈違反德克薩斯州憲法而遭到廢除。（現今的漢密爾頓縣於1858年成立，與已撤銷的漢密爾頓縣毫無關係。）                                                               |
| 拉巴卡縣                     | 1842年1月29日  | 1842年6月27日  | 1842年劃分自科羅拉多縣、岡薩雷斯縣、傑克遜縣和維多利亞縣，同年被德克薩斯州最高法院宣佈違反德克薩斯州憲法而遭到廢除。 |
| 拉蒂默縣                     | 1869年1月25日  | 不適用         | 在1869年的制憲會議中曾提議將泰特斯縣和戴維斯縣的一部份劃分為拉蒂默縣，但此議案從未在法律上受到接納及承認。 |
| 麥迪遜縣                     | 1842年2月2日   | 1842年6月27日  | 1842年劃分自蒙哥馬利縣，同年被德克薩斯州最高法院宣佈違反德克薩斯州憲法而遭到廢除。（現今的麥迪遜縣於1853年成立，與已撤銷的麥迪遜縣毫無關係。）                                                                             |
| 拉巴伊亞德埃斯皮里托桑托市镇 | 1820年         | 1829年2月4日   | 1820年劃分自當時尚未屬於任何市镇的土地，1829年更名為戈利亞德市镇。 |
| 默納德縣                     | 1841年1月22日  | 1842年6月27日  | 1841年劃分自利柏提縣，1842年被德克薩斯州最高法院宣佈違反德克薩斯州憲法而遭到廢除。（現今的默納德縣於1858年成立，與已撤銷的默納德縣毫無關係。）                                                                             |
| 米納縣                       | 1834年         | 1837年12月18日 | 1834年劃分自奧斯汀市镇和當時尚未屬於任何市镇的土地，1837年更名為巴斯特洛普縣。 |
| 納瓦索托縣                   | 1841年1月30日  | 1842年1月28日  | 1841年劃分自羅伯森縣和華盛頓縣，1842年更名為布拉索斯縣。 |
| 內奇斯縣                     | 1842年1月29日  | 1842年6月27日  | 1842年劃分自傑斯帕縣和傑佛遜縣，同年被德克薩斯州最高法院宣佈違反德克薩斯州憲法而遭到廢除。 |
| 北利柏提縣                   | 1840年2月5日   | 1841年12月7日  | 1840年劃分自傑佛遜縣，1841年更名為（已被撤銷的）三一縣。 |
| 帕諾拉縣                     | 1841年1月30日  | 1842年6月27日  | 1841年劃分自哈里森縣，1842年被德克薩斯州最高法院宣佈違反德克薩斯州憲法而遭到廢除。（現今的帕諾拉縣於1846年成立，與已撤銷的帕諾拉縣毫無關係。）                                                                             |
| 帕斯喬爾縣                   | 1841年1月28日  | 1842年6月27日  | 1841年劃分自鮑伊縣、拉馬爾縣和紅河縣，1842年被德克薩斯州最高法院宣佈違反德克薩斯州憲法而遭到廢除。 |
| 佩爾迪多縣                   | 不適用         | 不適用         | 此縣為德克薩斯州計劃成立的縣之一，但此縣的建立於德克薩斯革命時一直被擱置。最終在1858年和1871年，州政府兩度宣佈此縣已經遭到「廢除」。另外此縣的廢除原因也有合併至道生縣一說，但此說法一直不獲承認。                         |
| 里奇蘭縣                     | 1868年8月26日  | 不適用         | 在1868年的制憲會議中曾提議將希爾縣、石灰岩縣和納瓦羅縣的一部份劃分為里奇蘭縣，但此議案從未在法律上受到接納及承認。 |
| 圣菲县                       | 1848年3月15日  | 1850年12月13日 | 此縣為美墨戰爭後墨西哥所割讓的土地的一部份（今新墨西哥州東部及懷俄明州的中部、南部及大部份的德克薩斯州走廊），而德克萨斯共和国則對這部份的土地宣稱擁有主權。1850年，德克薩斯州根據妥協案進行易地後，聖菲縣也隨之遭到廢除。 |
| 史密斯縣                     | 1841年1月30日  | 1842年6月27日  | 1841年劃分自納科多奇斯縣、哈里森縣和謝爾比縣，1842年被德克薩斯州最高法院宣佈違反德克薩斯州憲法而遭到廢除。（現今的史密斯縣於1846年成立，與已撤銷的史密斯縣毫無關係。）                                                     |
| 斯普林克里克縣               | 1841年1月21日  | 1842年6月27日  | 1841年劃分自哈里斯縣和蒙哥馬利縣，1842年被德克薩斯州最高法院宣佈違反德克薩斯州憲法而遭到廢除。 |
| 特內霍縣                     | 1835年11月11日 | 1836年1月18日  | 1835年劃分自奧斯汀市镇和納科多奇斯市镇，1836年更名為謝爾比市镇。 |
| 三一縣                       | 1841年12月7日  | 1842年6月27日  | 1841年從北利柏提縣改名，1842年被德克薩斯州最高法院宣佈違反德克薩斯州憲法而遭到廢除。（現今的三一縣於1850年成立，與已撤銷的三一縣毫無關係。）                                                                               |
| 瓦科縣                       | 1842年1月19日  | 1842年6月27日  | 1842年劃分自米拉姆縣和羅伯森縣，同年被德克薩斯州最高法院宣佈違反德克薩斯州憲法而遭到廢除。 |
| 沃德縣                       | 1842年2月26日  | 1842年6月27日  | 1842年劃分自科羅拉多縣、傑克遜縣和馬塔哥達縣，同年被德克薩斯州最高法院宣佈違反德克薩斯州憲法而遭到廢除。（現今的沃德縣於1887年成立，與已撤銷的沃德縣毫無關係。）                                                           |
| 韋伯斯特縣                   | 1868年8月26日  | 不適用         | 在1868年的制憲會議中曾提議將範寧縣和拉馬爾縣的一部份劃分為韋伯斯特縣，但此議案從未在法律上受到接納及承認。 |
| 韋加法斯縣                   | 1873年5月31日  | 1876年11月19日 | 1873年劃分自比爾縣和揚縣，1876年被分割為布里斯科縣、柴爾德里斯縣、科靈斯沃思縣、唐利縣、格雷縣、霍爾縣和惠勒縣。 |
| 沃斯縣                       | 1850年1月3日   | 1850年12月13日 | 1850年劃分自圣菲县，同年德克薩斯州根據妥協案進行易地後，聖菲縣也隨之遭到廢除。（該縣位於現今新墨西哥州的東部及中部一帶）                                                                                                   |

## 另見
- 德克薩斯州人口普查統計區（英语：Texas census statistical areas）
- 德克薩斯州各縣縣治辭源列表（英语：List of Texas county seat name etymologies）

### 引用
1. ↑  . Click and Learn.   [2009-08-26]. （原始内容存档于2009-04-22）.
2. ↑  .   [2019-08-28]. （原始内容存档于2021-01-11）.
3. ↑  . The Texas State Historical Association.   [2011-08-19]. （原始内容存档于2020-08-13）.
4. ↑  . The Texas State Historical Association.   [2011-08-19]. （原始内容存档于2020-08-18）.
5. ↑  . The Texas State Historical Association.   [2011-08-19]. （原始内容存档于2020-08-13）.
6. ↑  . Texas Association of Counties.   [2007-04-27]. （原始内容存档于2007-04-08）.
7. ↑  .   [2019-08-28]. （原始内容存档于2021-01-11）.
8. ↑  . Texas Association of Counties.   [2007-04-27]. （原始内容存档于2007-04-06）.
9. ↑   (新闻稿). Texas Comptroller Carole Keeton Strayhorn. 2003-09-16  [2008-06-28]. （原始内容存档于2004-02-22）.
10. ↑  . U.S. Census Bureau.   [2013-11-18]. （原始内容存档于2012-02-17）.
11. ↑  . U.S. Census Bureau.   [2012-10-21]. （原始内容存档于2012-10-21）.
12. ↑  . National Institute of Standards and Technology.   [2007-04-11]. （原始内容存档于2013-09-29）.
13. ↑  .   [2019-08-28]. （原始内容存档于2021-10-19）.
14. ↑  . US Environmental Protection Agency.   [2013-11-18]. （原始内容存档于2012-10-08）.
15. ↑  . EPA.   [2007-04-09]. （原始内容存档于2004-09-30）.
16. ↑  . EPA.   [2007-04-09]. （原始内容存档于2006-04-27）.
17. 1 2 3  National Association of Counties. .   [2007-04-26]. （原始内容存档于2007-02-13）.
18. 1 2 3 4 5 6 7 8 9 10 11 12 13 14  . Texas Atlas of Historical County Boundaries. The Newberry Library. 2008  [2015-05-24]. （原始内容存档于2015-05-13）.
19. ↑  Gannett, Henry. . Govt. Print. Off. 1905: 147  [2019-08-28]. （原始内容存档于2017-05-25）.
20. ↑  Gannett, Henry. . Government Printing Office. 1905  [2019-08-28]. （原始内容存档于2016-05-05）.
21. ↑  . U.S. Census Bureau.   [2023-03-30]. （原始内容存档于2024-04-14） （英语）.
22. ↑  .   [2019-08-28]. （原始内容存档于2020-12-23）.
23. ↑  . Texas Association of Counties.   [2007-04-12]. （原始内容存档于2007-04-08）.
24. ↑  . Find A Grave.   [2019-08-28]. （原始内容存档于2020-08-21）.
25. ↑  .   [2019-08-28]. （原始内容存档于2021-01-11）.
26. ↑  . The Texas State Historical Association.   [2007-04-20]. （原始内容存档于2020-08-13）.

## 外部鏈結
- 德克薩斯州的地區和縣的列表（包含地圖） （页面存档备份，存于）